# Afrique de l'Ouest

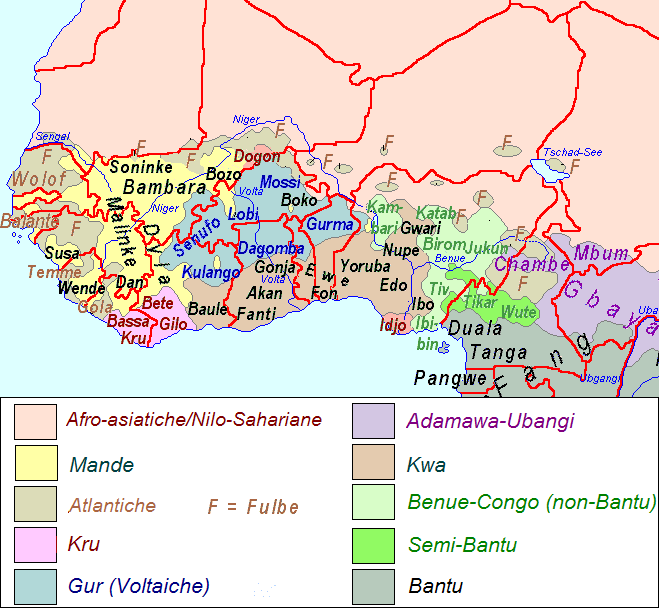
Carte linguistique de l'Afrique de l'Ouest

L'Afrique de l’Ouest est une région terrestre couvrant toute la partie occidentale de l’Afrique subsaharienne. Elle comprend approximativement les pays côtiers au nord du golfe de Guinée jusqu’au fleuve Sénégal, les pays couverts par le bassin du fleuve Niger ainsi que les pays de l’arrière-pays sahélien.
Berceau des empires successifs du Ghana, du Mali et songhaï, l'Afrique de l’Ouest est un ensemble de pays qui possèdent des influences et un héritage communs. Le système de parenté à plaisanterie qui lie encore aujourd'hui les ethnies et groupes sociaux ouest-africains entre eux en est un exemple frappant. L'autorité impériale s’exerçait à travers le contrôle du commerce transsaharien, la production d'or et de sel. Son déclin s'amorce au XVIe siècle avec le développement du commerce maritime. Morcelée et affaiblie après la bataille de Tondibi, l'Afrique de l'Ouest subit la colonisation européenne et américaine à la fin du XIXe siècle et durant la première partie du XXe siècle. Certains fondements de la civilisation ouest-africaine ainsi que l'histoire impériale tombent alors progressivement dans l'oubli mais la redécouverte des manuscrits de Tombouctou de Djenné, de Gao, de Kayes et de Ségou ouvre un espoir considérable pour leur compréhension.
L'Afrique de l'Ouest est aujourd'hui une communauté de peuples, qui tend à se reconstituer politiquement, avec notamment la Communauté économique des États de l'Afrique de l'Ouest (CEDEAO), et un espace de civilisation forgé par une histoire millénaire. Selon le FMI, le PIB PPA global des États membres de la CEDEAO s'élève à 564,86 milliards de dollars ce qui en fait la 25e puissance économique du Monde. Les États ouest-africains ont créé la CEDEAO avec le but initial de créer une union économique et monétaire ouest-africaine. Toutefois, en 1990, son pouvoir est étendu au maintien de la stabilité régionale avec la création de l'ECOMOG, groupe militaire d’intervention qui devient permanent en 1999, ce qui lui confère d'importants moyens de pression diplomatique. Néanmoins, d'importants dysfonctionnements apparaissent au sein de la CEDEAO à la suite de transitions démocratiques difficiles en Guinée (2009) et en Côte d'Ivoire (2010). Ils s'amplifient face à l'émergence de divers groupes djihadistes qui constituent aujourd'hui la première menace sécuritaire dans la région. Ainsi, en 2012, des groupes armés prennent le contrôle du Nord du Mali qui est contraint de demander l'intervention militaire de la France face à l'inaction de la CEDEAO et, aucune réponse militaire commune n'a été mise en place face à l'insurrection de Boko Haram menée depuis 2009 par Boko Haram et Ansaru.

## Géographie

### Étymologie
Avant l'arrivée des Européens, la zone était connue principalement à travers les dénominations locales des empires qui la structuraient, Wagadou, durant la période du Ghana impériale, Manden ou Mali durant la période du Mali impérial et Songhaï durant la période de l'Empire songhaï. Ces empires étaient en effet les seuls à établir des contacts avec des puissances extérieures. Le nom Afrique fait référence à l'ancienne province romaine d'Afrique (Africa proconsularis). Ce terme désignait initialement l'ancien territoire carthaginois conquis par la république romaine. Par la suite, le terme Afrique a longtemps servi à désigner l'Afrique du Nord à dominante arabo-berbère, le sud à majorité noire était appelé Éthiopie. Ainsi, dans le livre V de son Histoire naturelle, Pline l'Ancien mentionne le fleuve Niger, qu'il nomme Nigris, comme délimitation : « le fleuve Nigris sépare l'Afrique de l'Éthiopie ». Après la Renaissance, les Européens donneront le nom Afrique à l'intégralité du continent et au moment de la colonisation, les Français utiliseront le nom d'Afrique-Occidentale française (AOF) pour désigner les territoires conquis dans l'ouest du continent et les Britanniques, le nom d'Afrique occidentale britannique (British West Africa). Les habitants sont appelés Ouest-africains et Ouest-africaines, ou plus familièrement Westafs sans que ce terme ne souffre d'aucune connotation. À l'image du terme Européen qui sert parfois à désigner uniquement ce qui est relatif à l'Union européenne, l'usage politique courant réduit souvent le terme Ouest-africain à ce qui est relatif à la zone CEDEAO.

### Délimitation

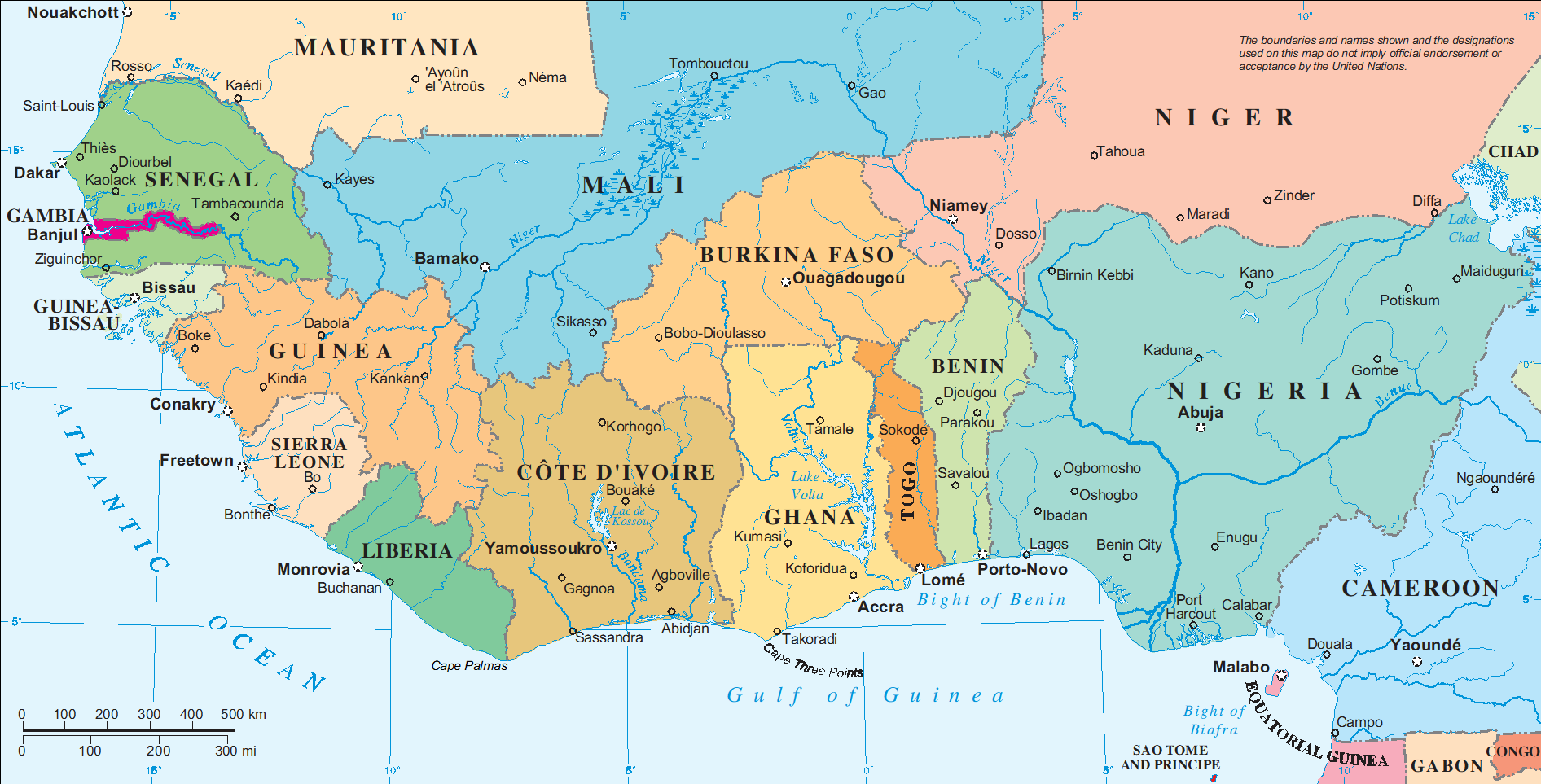
Découpage politique de l'Afrique de l'Ouest

L’Afrique de l’Ouest présente une grande variété géographique et culturelle entre l’océan Atlantique à l’ouest et au sud, le Sahara au nord, et approximativement le 10e méridien à l’est. Tandis que le fleuve Niger est généralement considéré comme la frontière septentrionale de la région, sa frontière orientale est plus floue. Certains la placent le long du Bénoué, d’autres sur une ligne reliant le mont Cameroun au lac Tchad. Les États de la CEDEAO revendiquent ouvertement leur caractère ouest-africain tandis que la Mauritanie y est incluse dans la définition de l'Organisation des Nations unies. La Mauritanie a quitté la CEDEAO en 2000 et fait désormais partie de l'Union du Maghreb arabe et de la Ligue arabe.
| Noms des États avec drapeau et nom officiel          | Superficie (km2) | Population (estimation 2012) | Densité (hab. par km2) | Capitale     |
| ---------------------------------------------------- | ---------------- | ---------------------------- | ---------------------- | ------------ |
| Bénin (République du Bénin (fr))                     | 114 763          | 9 352 000                    | 81                     | Porto-Novo   |
| Burkina Faso (République du Burkina (fr))            | 272 967          | 17 482 000                   | 64                     | Ouagadougou  |
| Cap-Vert (República de Cabo Verde (pt))              | 4 033            | 505 000                      | 125                    | Praia        |
| Côte d'Ivoire (République de Côte d'Ivoire (fr))     | 322 463          | 20 595 000                   | 64                     | Yamoussoukro |
| Gambie (Republic of The Gambia (en))                 | 11 295           | 1 825 000                    | 162                    | Banjul       |
| Ghana (Republic of Ghana (en))                       | 238 533          | 25 546 000                   | 107                    | Accra        |
| Guinée (République de Guinée (fr))                   | 245 857          | 10 481 000                   | 43                     | Conakry      |
| Guinée-Bissau (República da Guinée-Bissau (pt))      | 36 125           | 1 580 000                    | 44                     | Bissau       |
| Liberia (Republic of Liberia (en))                   | 111 369          | 4 245 000                    | 38                     | Monrovia     |
| Mali (République du Mali (fr))                       | 1 241 238        | 16 319 000                   | 13                     | Bamako       |
| Mauritanie (République islamique de Mauritanie (fr)) | 1 025 520        | 3 623 000                    | 4                      | Nouakchott   |
| Niger (République du Niger (fr))                     | 1 267 000        | 16 644 000                   | 13                     | Niamey       |
| Nigeria (Federal Republic of Nigeria (en))           | 923 768          | 166 629 000                  | 180                    | Abuja        |
| Sénégal (République du Sénégal (fr))                 | 196 722          | 13 108 000                   | 67                     | Dakar        |
| Sierra Leone (Republic of Sierra Leone (en))         | 71 740           | 6 126 000                    | 85                     | Freetown     |
| Togo (République togolaise (fr))                     | 56 785           | 6 283 000                    | 111                    | Lomé         |
| Total                                                | 6 140 178        | 320 347 000                  | 52                     | —            |

### Relief et topographie
L’Afrique de l’Ouest occupe une surface de 6 140 568 km2, soit environ un cinquième du continent africain. La grande majorité de la région est composée de plaines dont l’altitude est inférieure à 300 m. Plusieurs sommets isolés parsèment la côte Sud.
La partie septentrionale est occupée par le Sahel, zone de transition aride à semi-aride entre le désert du Sahara et l’Afrique intertropicale. Le Sahel forme une bande de 160 à 240 km de large.
Le mont Nimba, situé aux confins de la Côte d'Ivoire et de la Guinée est le point culminant de l'Afrique de l'Ouest avec une altitude de 1 752 m. La réserve naturelle intégrale du Mont Nimba, est classée depuis 1981 réserve de biosphère et site du patrimoine mondial de l'UNESCO.
| \| Abidjan Accra Bamako Benin City Conakry Dakar Freetown Ibadan Kaduna Kano Kumasi Lagos COTONOU Lomé Ouagadougou Port Harcourt AFRIQUE DE L'OUEST · (Vue satellite) Mont Nimba \| |
| Vue satellite de l'Afrique de l'Ouest (Landsat 7) avec les principales métropoles ouest-africaines                                                                                  |
| Abidjan Accra Bamako Benin City Conakry Dakar Freetown Ibadan Kaduna Kano Kumasi Lagos COTONOU Lomé Ouagadougou Port Harcourt AFRIQUE DE L'OUEST · (Vue satellite) Mont Nimba       |

### Principales métropoles ouest-africaines
| Rang | Nom de la métropole | Pays          | Population (habitants) |
| ---- | ------------------- | ------------- | ---------------------- |
| 1    | Lagos               | Nigeria       | 11 300 000             |
| 2    | Abidjan             | Côte d'Ivoire | 5 068 858              |
| 3    | Kano                | Nigeria       | 3 400 000              |
| 4    | Accra               | Ghana         | 3 250 000              |
| 5    | Ibadan              | Nigeria       | 3 025 000              |
| 6    | Dakar               | Sénégal       | 2 525 000              |
| 7    | Niamey              | Niger         | 1 700 000              |
| 8    | Bamako              | Mali          | 1 680 000              |
| 9    | Conakry             | Guinée        | 1 570 000              |
| 10   | Kaduna              | Nigeria       | 1 560 000              |
| 10   | Kumasi              | Ghana         | 1 480 000              |
| 11   | Lomé                | Togo          | 1 300 000              |
| 13   | Benin City          | Nigeria       | 1 230 000              |
| 14   | Ouagadougou         | Burkina Faso  | 1 160 000              |
| 15   | Port Harcourt       | Nigeria       | 1 100 000              |
| 16   | Freetown            | Sierra Leone  | 1 070 000              |

## Histoire

### Paléoenvironnement
« Le maximum d'aridité se situe entre 20000 et 15500 B.P. [≈ 18000-13500 av. J.-C.] ce qui se traduit par une importante expansion des milieux ouverts de savanes au détriment de l'espace forestier réduit à des zones refuges. La transition post-glaciaire, entre 15500 et 12000 ans B.P. [≈ 13500-10000 av. J.-C.] connaît un réchauffement et une humidification entraînant un regain de la forêt dense guinéo-congolaise en plaine et de la forêt afromontagnarde en altitude. Entre 9000 et 6000 ans B.P. [≈ 7000-4000 av. J.-C.], une phase climatique chaude et humide optimale favorise une importante montée des niveaux lacustres et une large expansion forestière. Après quoi, de 4000 à 2500 B.P. [≈ 2000-500 av. J.-C.], un assèchement progressif contribue à un nouveau retrait des milieux forestiers, à une avancée des taxons mésophiles au sein de ceux-ci et au morcellement de certains massifs. À partir de 2500 B.P. [≈ 500 av. J.-C.], le climat évolue progressivement vers son stade actuel, à caractère plus chaud et plus humide mais il présente une certaine instabilité en rapport avec les phénomènes globaux marquant les deux derniers millénaires. L'influence anthropique en Afrique occidentale atlantique, s'est surtout intensifiée à partir de 2000 ans B.P. [début de l'ère chrétienne], interférant avec les événements climatiques dont elle peut masquer les effets. »

### Premiers peuplements

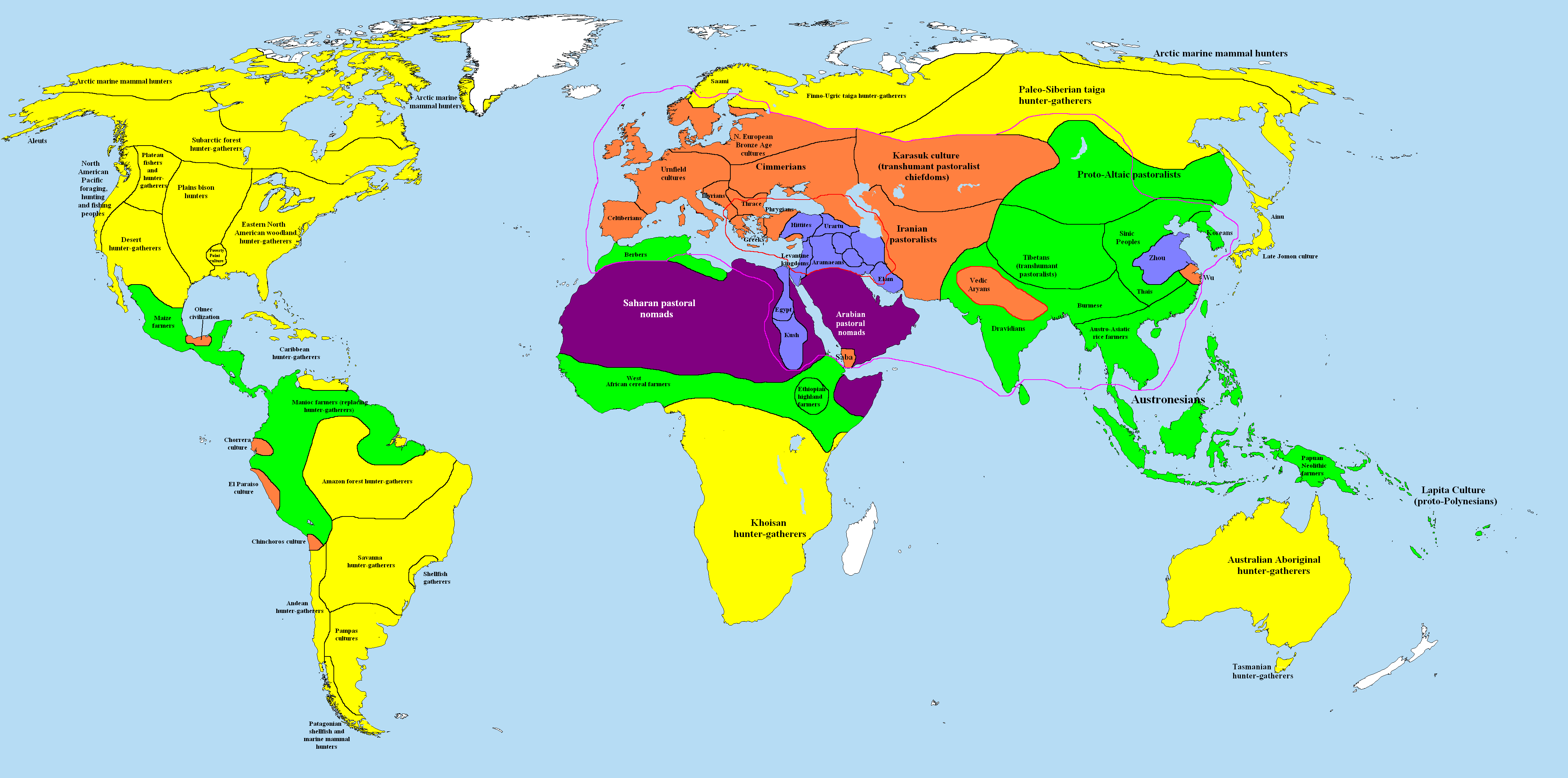
Diffusion de l'agriculture dans le monde vers 1000 av. J.-C. La société agricole ouest-africaine se concentre alors sur la culture des céréales avec notamment le millet perle, le riz et le sorgho.

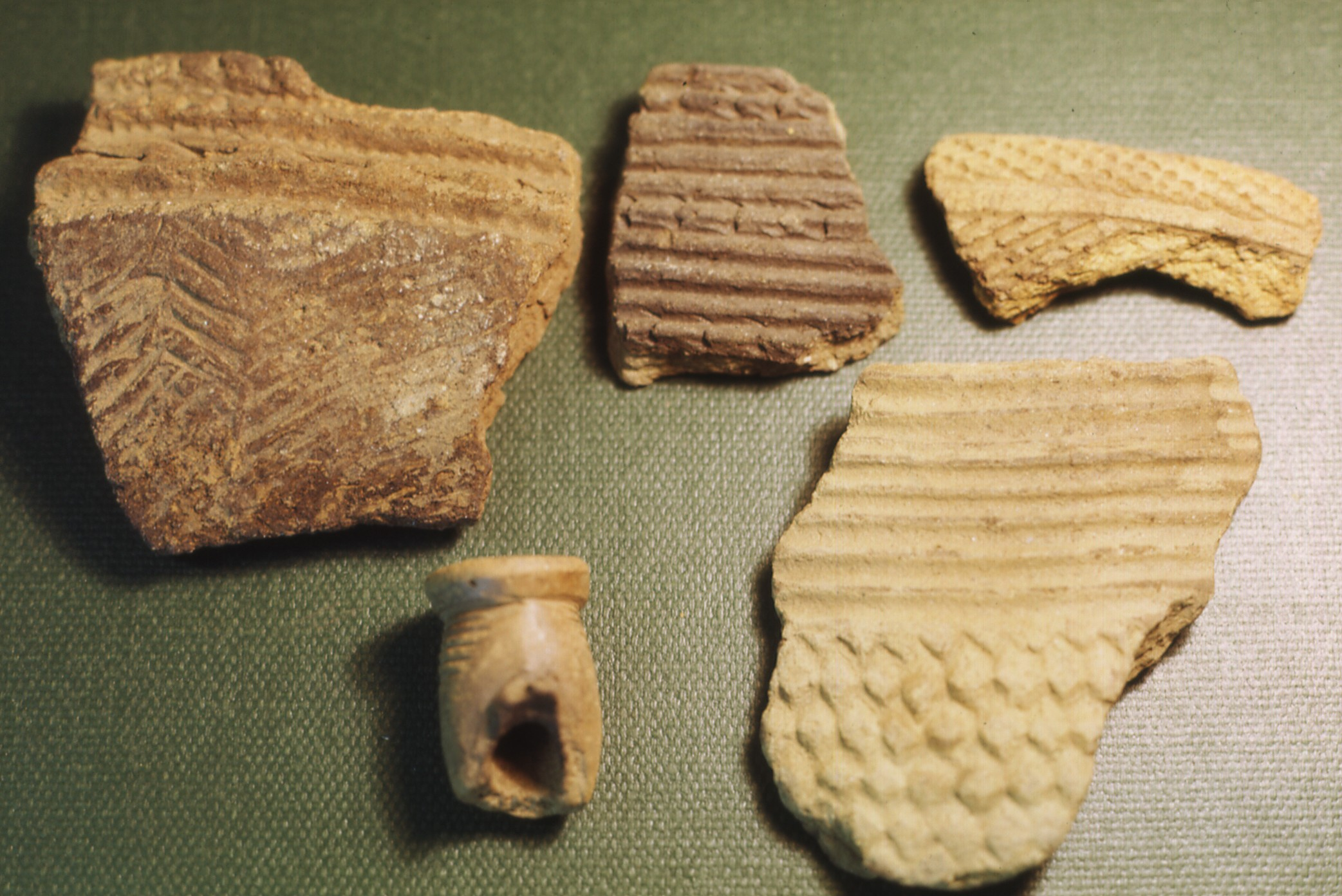
Morceaux de poterie préhistoriques retrouvés à Kamabai (Sierra Leone).

Les premières populations sont composées de chasseurs-cueilleurs ou pygmée d'Afrique de l'Ouest qui vivent dans la partie occidentale de l'Afrique centrale avant 30 050 avant J.-C. puis en Afrique de l'Ouest entre 14 050 avant J.-C. et 10 050 avant J.-C., jusqu'à aussi tard que 950 après J.-C. ou quelque temps après 1500 après J.-C. Ces chasseurs-cueilleurs sont associés archéologiquement au technocomplexe microlithique de l'Afrique de l'Ouest. Malgré leur importance dans la préhistoire de l'Afrique de l'Ouest, la population de différentes parties de cette région à partir des zones côtières de l'Afrique de l'Ouest subsahariennes et des forêts de l'Afrique centrale occidentale est souvent négligée,.
Les populations humaines d'Afrique de l'Ouest se sédentarisèrent parallèlement au développement de l’agriculture et de l’élevage. Le millet perle (Pennisetum glaucum) semble avoir été domestiqué aux environs de 6000 av. J.-C. (8000 BP) dans une zone située au nord du fleuve Sénégal. Le sorgho aurait lui été domestiqué à l'est du lac Tchad 5000 av. J.-C. (7000 BP) à partir de l'espèce Sorghum bicolor. La domestication de ces deux céréales par les agriculteurs ouest-africains représente un apport majeur pour l'alimentation humaine. En effet, le millet perle se diffusera progressivement hors de l'Afrique de l'Ouest et sera notamment adopté par les Éthiopiens, les Indiens et les Bantous. Le sorgho connaîtra le même succès et sera adopté par les Indiens, les Chinois, les Éthiopiens, les habitants du Moyen-Orient et les Bantous. Le Sahara s'assèche progressivement à partir de 3600 av. J.-C. (5600 BP) pour devenir un désert vers 700 av. J.-C. (2700 BP), de manière corrélée à l’affaiblissement des pluies de la mousson atlantique. 
Ce processus perturbe les activités humaines en modifiant la végétation saharienne : d'abord de type tropicale de mousson, elle devient de type savane, puis de type semi-aride sahélienne avant de devenir de type désertique. Cette désertification entraîne un afflux important de migrants en destination du sud, notamment dans le delta intérieur du Niger. Le nord de la zone ouest-africaine est alors soumis à une double pression, subissant d'une part une augmentation de la population et d'autre part les effets de la désertification. C'est dans ce contexte qu'à partir du IIIe millénaire av. J.-C., la riziculture se développe dans le delta intérieur. Cette domestication se fait à partir de l'espèce sauvage Oryza breviligulata (aussi appelée Oryza barthii) et aboutit à l'élaboration d'une nouvelle espèce : Oryza glaberrima. C'est la naissance de la riziculture ouest-africaine, œuvre des populations proto-mandé habitant le delta intérieur, qui sera diffusée chez les populations proches, permettant ainsi l'amorce de la civilisation ouest-africaine. Cette diffusion de la culture du riz se fait vers l'Ouest jusqu'en Casamance, vers le Sud jusqu'au golfe de Guinée et vers l'est jusqu'au lac Tchad. La culture de l'igname se développe vraisemblablement aux alentours de 2000 av. J.-C. (4000 BP) dans la zone mêlée de forêts et de savanes du Dahomey Gap.

### Cités du delta intérieur (VIIIesiècleav. J.-C.-VIIIesiècle)
Au VIIIe siècle av. J.-C., la maîtrise du fer augmenta la productivité agricole et les premières cités-États apparurent. Dia-Shoma est fondée sur un toguere   (toguéré = petite colline émergée) au VIIIe siècle av. J.-C. et Djenné-Djeno est fondée également sur un toguere au IIIe siècle av. J.-C. Ces deux cités sont les plus anciennes cités de toute l'Afrique subsaharienne. Djenné-Djeno devient progressivement un maillon important pour le commerce transsaharien. Venu d'Arabie, le dromadaire est introduit en Afrique depuis au moins le Ve siècle av. J.-C. et commence à être utilisé à grande échelle pour le transport à partir du Ier siècle apr. J.-C. permettant ainsi de faire face à des conditions climatiques devenues difficiles pour le char à cheval. Koumbi est fondée au IVe siècle apr. J.-C. par des Soninkés, un peuple mandé. Gao est fondée au VIIe siècle apr. J.-C. par les Sorkos.

### Période impériale (- 1591)

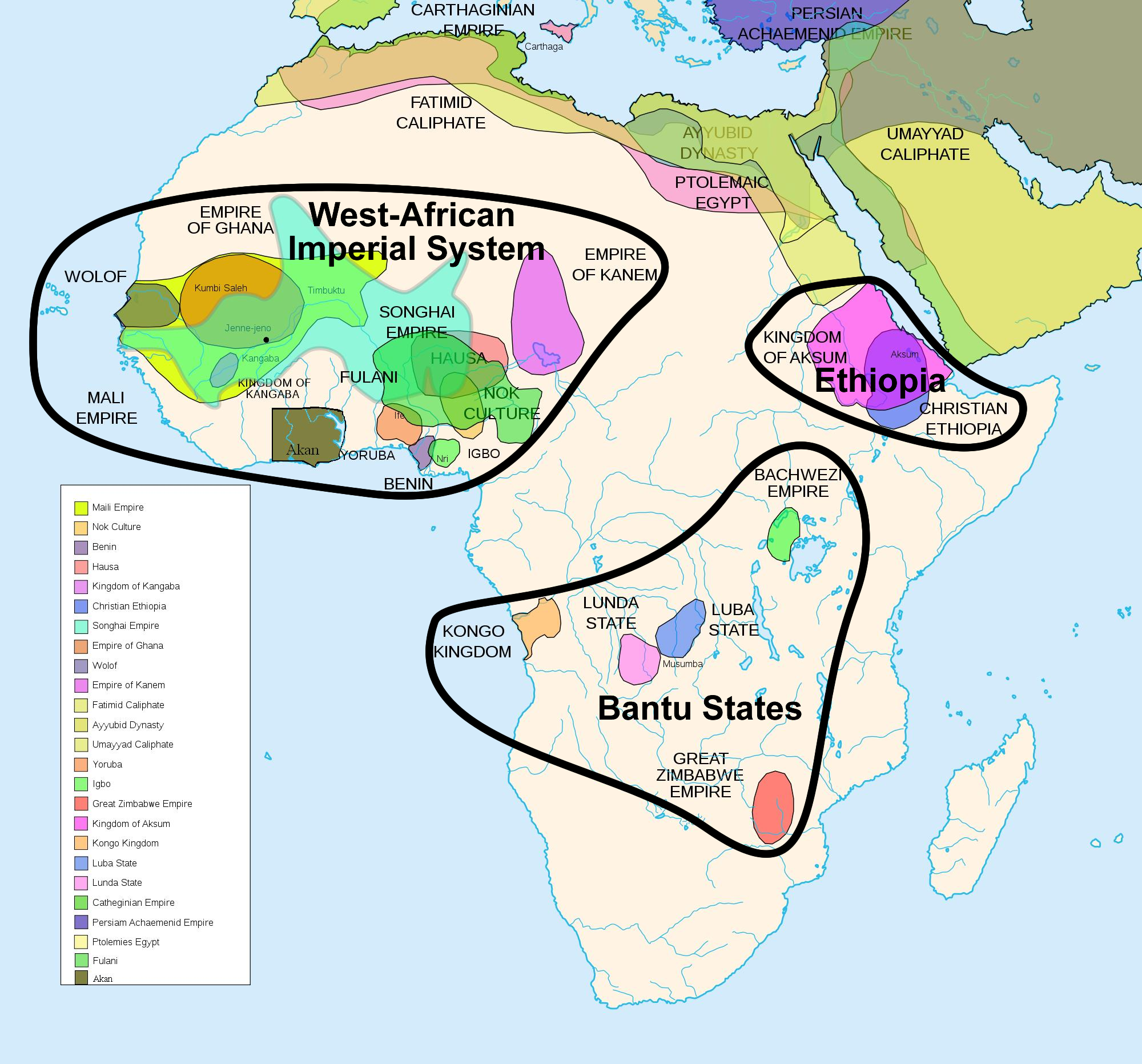
Afrique de l'Ouest durant la période impériale.

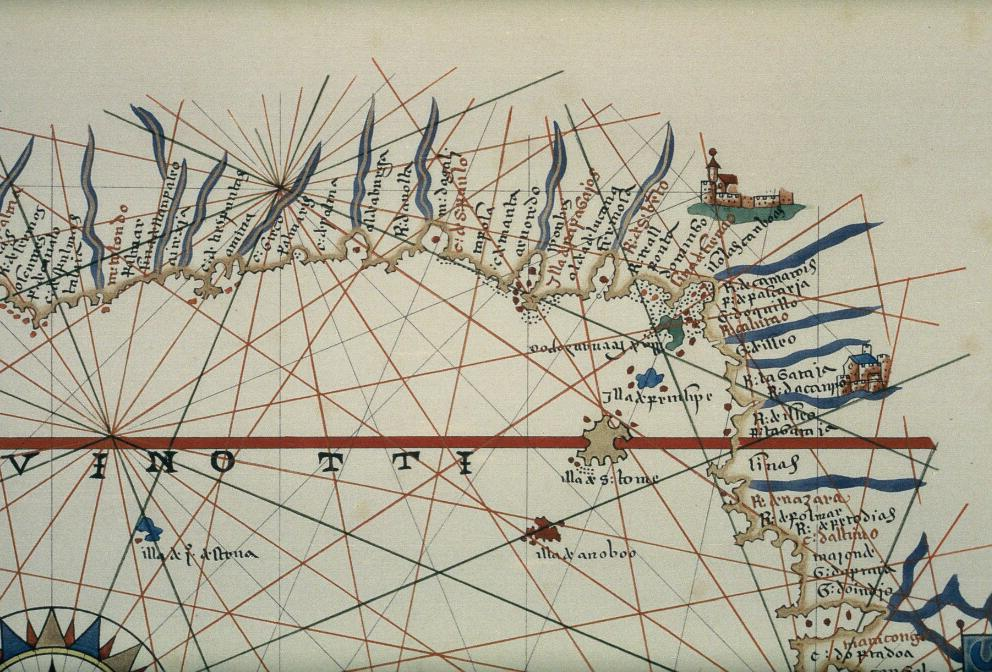
Joan Martines, Golfe de Guinée, 1567, Bibliothèque Bodléienne.

### Période impériale (VIIIesiècleapr. J.-C.- 1591)

#### Empire du Ghana ou empire Wagadou
Le développement de l’économie favorisa l’apparition d’États centralisés, à commencer par l’empire du Ghana au VIIIe siècle apr. J.-C. Axé autour de la ville de Koumbi, sur le territoire de l’actuelle Mauritanie, le Ghana domina la région jusqu’à l’invasion des Almoravides en 1052. À la fin du VIIIe siècle, le roi du Wagadou Kaya Magan Cissé (signifiant « le maître de l’or ») refoule les berbères et réalise l'unité des soninkés, fondant ainsi l'empire Wagadou. Ses successeurs reprendront ce titre de Kaya Magan. L'empereur contrôle alors la région aurifère du Bambouk. La classe dirigeante du Wagadou était principalement animiste et la succession se faisait de manière matrilinéaire. Le successeur de l'empereur était ainsi le fils de sa sœur, préservant ainsi avec certitude la lignée familiale. Le Ghana est un État autoritaire dont les institutions à caractère sacré permettent aux dirigeants d'exercer un contrôle fort sur leur zone d'influence. Le roi et son héritier font l'objet d'un culte particulier et des cérémonies en leur honneur sont rendues par l'ensemble des sujets de l'empire. Plus à l'est, les souverains de Gao font l'objet d'un culte similaire. À la fin du IXe siècle, les souverains du Ghana étendent leur autorité à l’ouest sur la région aurifère du Galam et sur le Tekrour, à proximité de Djenné et de Tombouctou, et au nord sur certaines tribus berbères du Sahara. Au Xe siècle, les premières tensions internes apparaissent. Les Berbères d’Aoudaghost, alors vassaux du Ghana, se révoltent contre l’autorité de l'empereur, qui est mis à mort par le chef des insurgés. Son successeur s’empare alors du royaume d’Aoudaghost, qui est placé sous l’autorité d’un fonctionnaire impérial. Aoudaghost est alors un maillon important du commerce transsaharien. L’apogée du Ghana se situe au XIe siècle. Les royaumes qui le composent laissent peu à peu place à un état centralisé. La capitale du royaume, Koumbi, peuplée de 20 000 habitants, est partagée entre les musulmans et les Soninkés qui sont animistes. Paradoxalement, c'est au XIe siècle, alors que l'Empire est à son apogée, qu'il se met à décliner sous la pression qu'il exerce sur son environnement. En effet, le site de Koumbi est localisé à un endroit stratégique qui permet le contrôle des principales routes commerciales mais son climat est aride et la pluviosité aléatoire. Les besoins en eau nécessaires à l'agriculture autour de Koumbi conduisent ainsi à une baisse importante du niveau de la nappe phréatique, qui n'est pas suffisamment alimentée. C'est le moment que choisissent les Almoravides pour lancer une offensive qui aboutira à la destruction partielle de Koumbi Saleh en 1076. L'empire du Ghana, déjà fragilisé, est alors à terre, ce qui permet sa conquête par le royaume de Sosso de Soumaoro Kanté qui doit lui aussi rapidement céder face à Soundiata Keïta, qui l'annexe à l’empire du Mali en 1240.

#### Empire du Mali

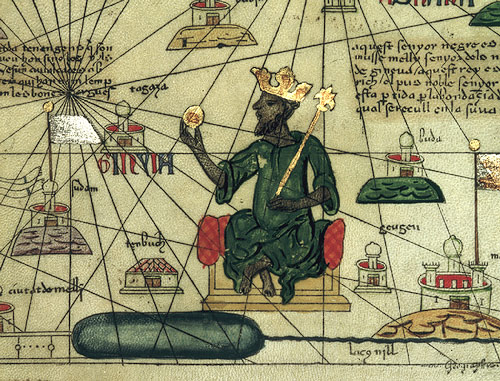
Mansa Moussa (1375), empereur du Mali.

La bataille de Kirina opposa en 1235 l’armée du roi sosso Soumaoro Kanté et l’armée de Soundiata Keïta et ses alliés. Après la chute de l’empire du Ghana, les Sossos dominaient toute la région après avoir vaincu militairement les petits royaumes. Sundjata Keïta s’allie avec les différents royaumes malinkés réunis à Siby et défie Soumaoro Kanté. La bataille de Kirina survient après plusieurs batailles et voit la victoire de l'armée de Sundjata Keïta. La capitale du royaume de Sosso est rasée. Cette victoire de Sundjata Keïta fait de lui le premier « mansa » (empereur) du Mali reconnu par tous les autres rois alliés. C’est le début de l’empire du Mali qui dominera l’Afrique de l'Ouest pendant plusieurs siècles. La population est alors répartie en trente clans : seize clans d'hommes libres, quatre clans de griots, cinq clans maraboutiques et cinq clans d'artisans. Pour rassembler ces clans, il instaure le système de parenté à plaisanterie. Il met en place deux gouvernements militaires au nord à Soura et au sud à Sankaran. Le nom Mali qui veut dire hippopotame en Mandingue, Bambara et Dioula se réfèrerait à Soundiata Keïta qui est mort noyé dans le Sankarani, vraisemblablement au niveau du lieu-dit Sunjatadun situé à 10 kilomètres en amont de Niani. Selon la légende, après sa mort Soundiata Keïta se serait transformé en hippopotame d'où le nom de Mali.

#### Empire songhaï

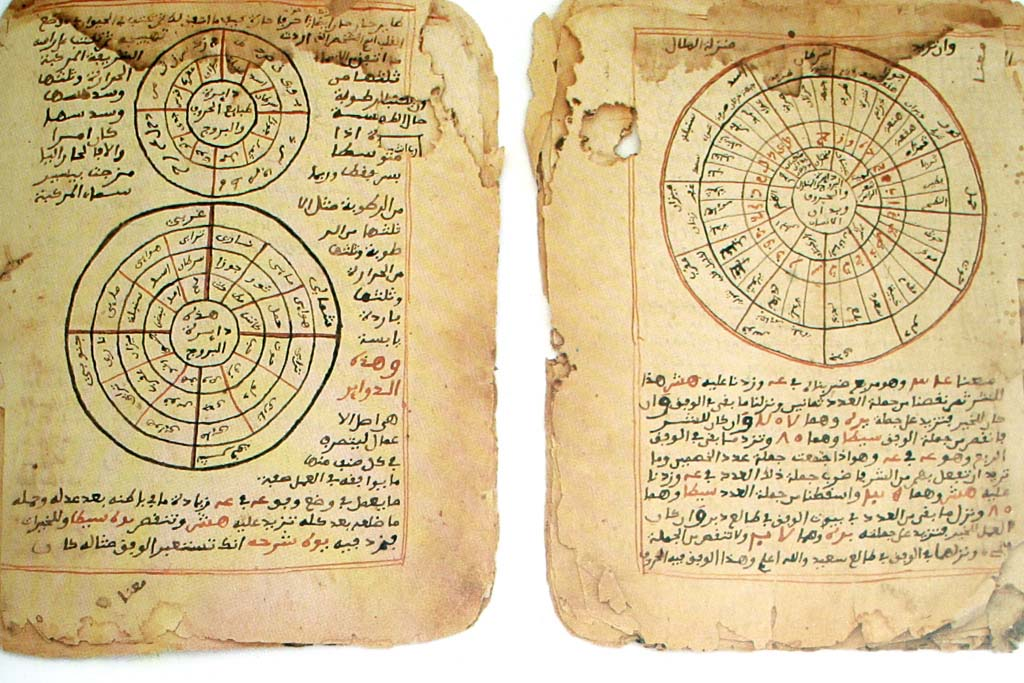
Manuscrits traitant de mathématiques et d'astronomiques découverts à Tombouctou.

Ces mêmes Songhai fondèrent leur empire au XVe siècle autour de Gao. Le Tombeau des Askia est édifié par l'empereur du Songhaï Askia Mohammed en 1495. En même temps émergèrent au sud du Soudan de puissantes cités-États dont Ife, Bono et Bénin. Plus à l’est, les Yoruba fondèrent l’État d'Oyo et les Igbo la fédération d’Aro, sur le territoire de l’actuel Nigeria. Askia Daoud meurt en 1582, commence alors une grave crise de succession qui affaiblit considérablement l'empire. Son fils, Askia Mohammed III lui succède mais ne règne que quatre ans, les saadiens profitent de la faiblesse de l'empire pour s'emparer des mines de sel de Teghazza. Son frère, Askia Mohammed IV Bano prend alors le pouvoir mais ne règne que deux ans. C'est dans ce contexte d'instabilité que son autre frère Askia Ishaq II monte sur le trône en 1588.

### Chute de Gao (1591)

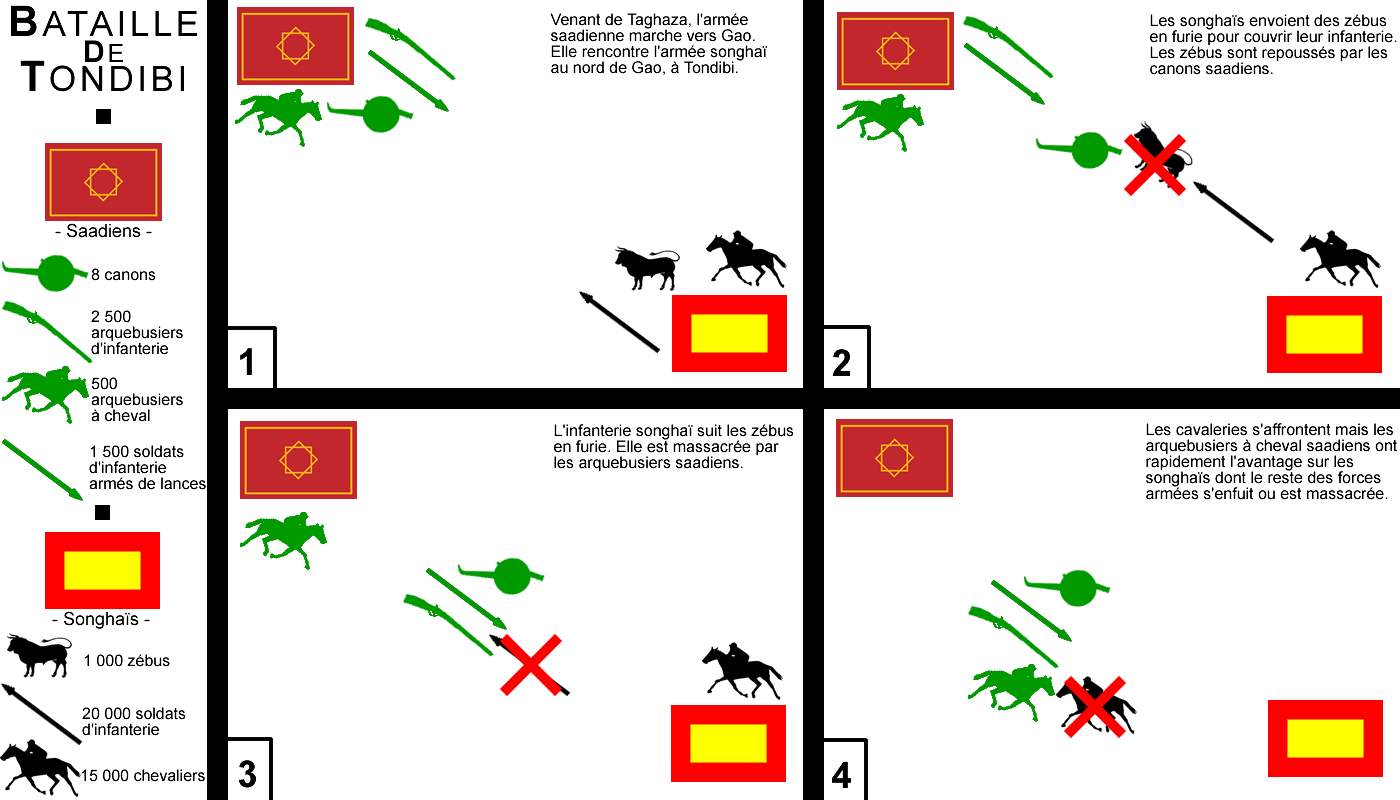
Représentation schématique du déroulement de la bataille de Tondibi.

En octobre 1590, réalisant la faiblesse gouvernementale songhaï, le sultan marocain Ahmed al-Mansour demande à Yuder Pacha de traverser le Sahara avec une armée en direction de Gao. Le général Yuder Pacha est un eunuque musulman originaire d'Andalousie, réfugié à Marrakech après la révolte des Alpujarras. Entraîné aux techniques militaires européennes, il est fait général par le sultan Ahmed al-Mansour qui lui confie la direction des opérations militaires contre l'Empire songhaï. Avec une armée de 3 000 hommes, il mène en 1591 l'invasion et marche vers Gao. À Tondibi, il fait face à l'armée d'Askia Ishaq II, forte de 40 000 hommes, mais, armés de fusils les Marocains disposent d'un net avantage technique. L'armée songhaï commence par envoyer des zébus en furie vers l’ennemi qui sont suivis par l'infanterie, cette dernière est massacrée par l'artillerie marocaine. La cavalerie saadienne finit par achever la cavalerie songhaï. Cette défaite aboutit à la destruction de Gao, capitale songhai et à la prise de Tombouctou. Askia Ishaq II abdique au profit de l'éphémère Askia Mohammed V Gao, qui tente des négociations de paix mais est capturé et exécuté par les marocains. Ces deux cités deviennent alors le pachalik marocain de Tombouctou et de Gao, une colonie d'exploitation aurifère qui est alors le principal pourvoyeur d'or du makhzen saadien. L'Empire songhaï ne s'en remettra jamais et aucune structure politique indépendante de cette importance ne renaîtra en Afrique de l'Ouest.

### Morcellement politique (1591-1885)

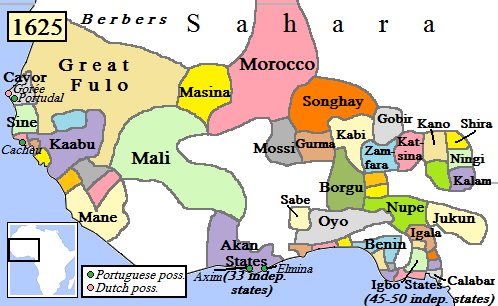
Morcellement politique de l'Afrique de l'Ouest en 1625, après la destruction de Gao

Carte politique de l'Afrique de l'Ouest en 1875, montrant le comptoir de Grand-Bassam, prémisse à la colonie de Côte d'Ivoire.

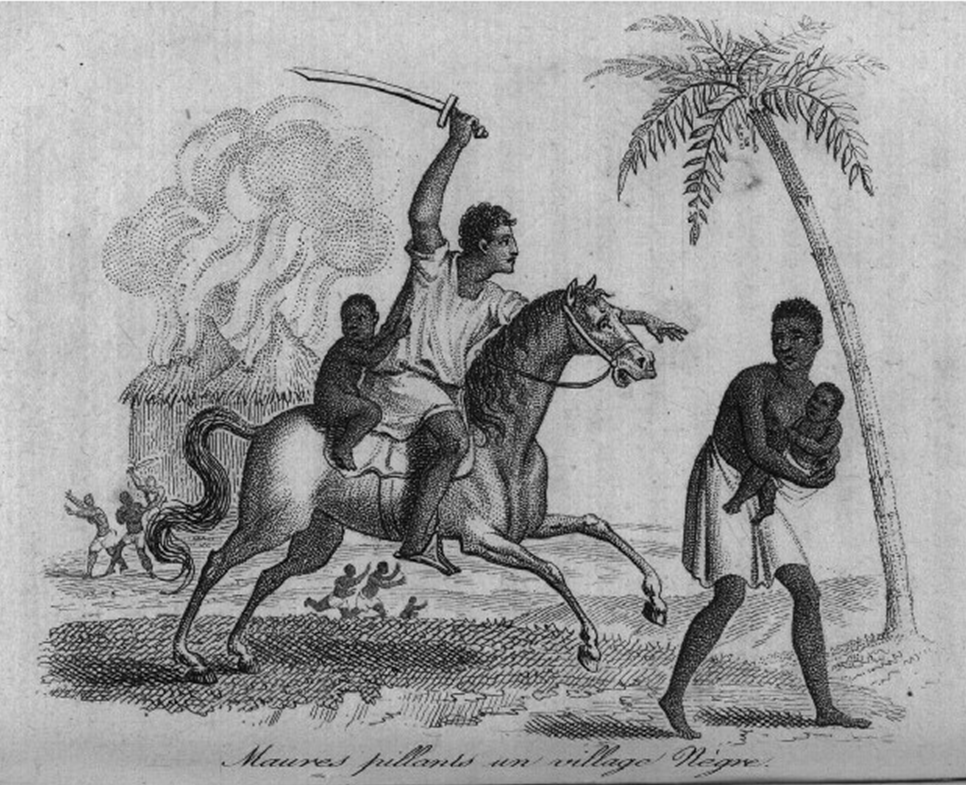
Maures pillant un village nègre (1814) par René Geoffroy de Villeneuve. Planche exécutée d'après les dessins originaux réalisés sur les lieux.

Par la suite, des États plus petits essaiment à travers une Afrique de l’Ouest affaiblie, dont le royaume bambara de Ségou, le royaume bambara de Kaarta, le royaume peul de Khasso et le royaume du Kénédougou de Sikasso. Aucun de ces états ne parvient à s'adapter réellement à l'évolution économique et commerciale en cours. Les commerçants portugais qui ont établi les premiers comptoirs le long de la côte en 1445 sont suivis par la France et la Grande-Bretagne. L'intensification du trafic maritime, qui contourne désormais l'Afrique, entraîne le déclin économique des cités intérieures comme Gao, Djenné ou Tombouctou, qui prospéraient jusqu'alors grâce au commerce caravanier transsaharien. La traite atlantique commence peu après et prend fin avec son interdiction par les gouvernements américains et européens au XIXe siècle. La traite orientale continue jusqu'à la colonisation européenne. La France établit ses «Quatre communes» sur les côtes du Sénégal, puis la Révolution française accorde la citoyenneté Française à l'ensemble des personnes qui naissent sur le territoire de ces communes, les premières sont fondées sur les îles de Saint-Louis et de Gorée. Puis les habitants de Gorée fondent Dakar car leur île ne dispose d'espace suffisant pour accueillir une population croissante. La France acquiert Rufisque des Portugais et applique également le statut de citoyen Français à la population. Ces communes se développent alors selon les standards occidentaux, pleinement intégrés à l'économie mondiale, tandis que les Royaumes côtiers ne parviennent toujours pas à s'adapter à ces grandes évolutions. Des tensions apparaissent alors notamment sur la question du chemin de fer que la France et les citoyens des Quatre communes désirent créer pour relier le pôle Dakar-Rufisque-Gorée à Saint-Louis. Elle débouchent sur une première intervention militaire Française contre le Damel du Cayor Lat Dior. En 1879 ce dernier signe un traité dans lequel il accepte la construction d'un chemin de fer traversant son royaume, mais il le révoque en 1880. Les tensions sont alors de plus en plus fortes et Lat Dior lance alors des attaques afin d'empêcher la construction des installations ferroviaires.

### Colonisation et résistance (1885-1914)

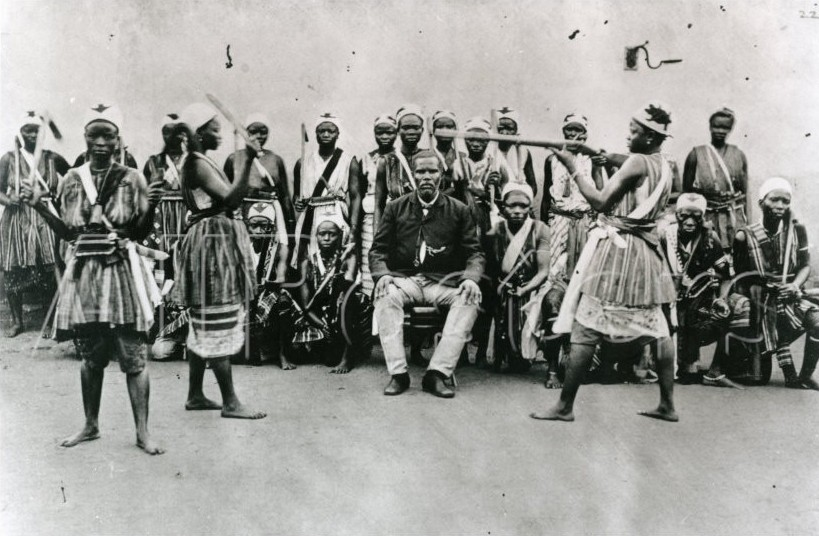
Régiment d'amazones de l'armée royale du Dahomey.

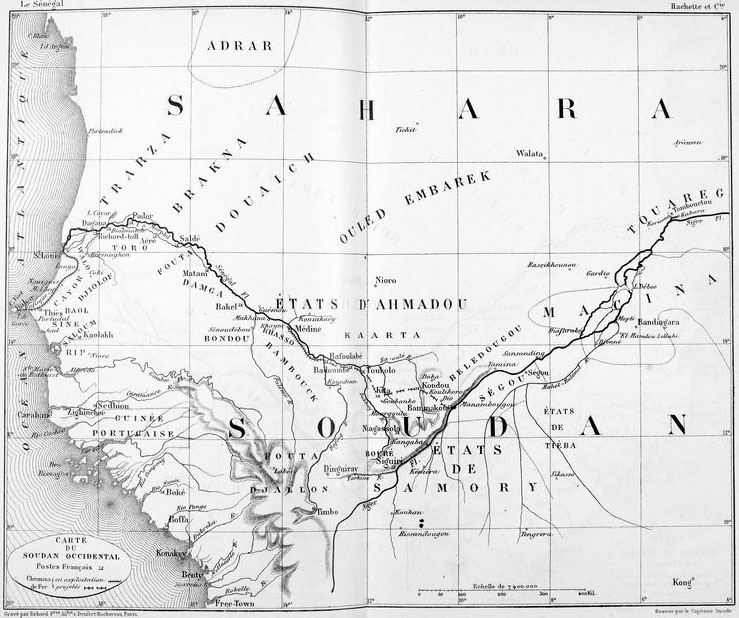
Le Soudan occidental en 1889.

La conférence de Berlin fut l’organisation et la collaboration européenne pour le partage et la division de l’Afrique. Cette conférence débuta le 15 novembre 1884 à Berlin et finit le 26 février 1885. À l'initiative de Bismarck, l’Allemagne, l’Autriche-Hongrie, la Belgique, le Danemark, l’Espagne, la France, le Royaume-Uni, l’Italie, les Pays-Bas, le Portugal, la Russie, la Suède-Norvège et la Turquie ainsi que les États-Unis y participèrent. La conférence de Berlin aboutit donc à édicter les règles officielles de colonisation. Les Britanniques créent la Royal Niger Company en 1886. La France, qui est déjà en conflit avec Lat Dior, utilise comme casus belli la violation du traité de 1879 sur la construction du chemin de fer, elle lance alors une intervention militaire contre l'armée Cayor. Le Damel du Cayor est tué lors de la bataille de Deukhlé le 27 octobre 1886 ouvrant la voie à la colonisation Française. 
En 1891, La France colonise la Guinée, en 1891 c'est la colonisation du Soudan français, en 1893 la Côte d'Ivoire, enfin de 1892 à 1893, un conflit entre les colonisateurs français et le souverain du Dahomey amène le Dahomey à devenir également une colonie française avec la reddition de Béhanzin en 1894. L'Afrique-Occidentale française (AOF) est créée le 16 juin 1895 par l'union du Sénégal, du Soudan français, de la Guinée et de la Côte d'Ivoire seulement. Après des années de guerre et une intense politique de la terre brûlée, Samory Touré est battu et capturé, le 29 septembre 1898 par le commandant Gouraud, il meurt en captivité le 2 juin 1900, des suites d'une pneumonie. En 1919, la colonie de la Haute-Volta nouvellement créée et le territoire sous mandat du Togo sont rattachés à l'AOF.
En 1900, le territoire de l'actuel Nigeria est découpé en plusieurs protectorats qui forment la colonie du Nigeria en 1914.

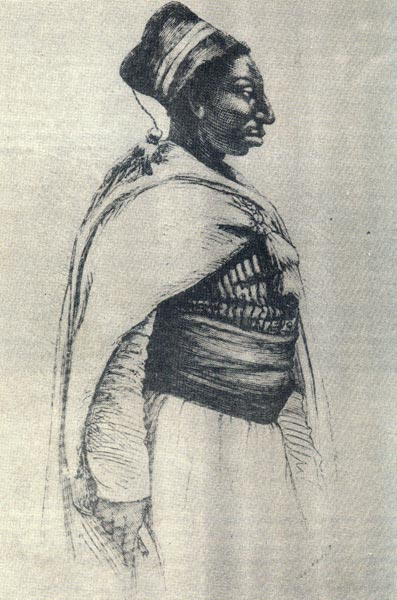
Le Damel Lat Dior
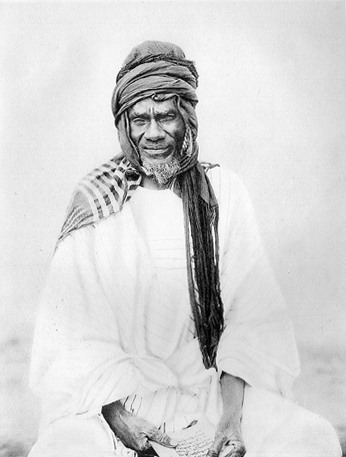
L'Almamy Samory Touré
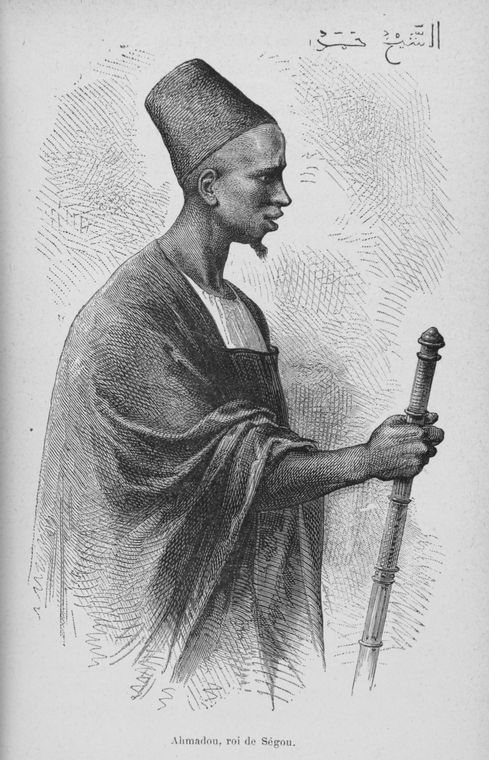
Ahmadou Tall, roi de Ségou
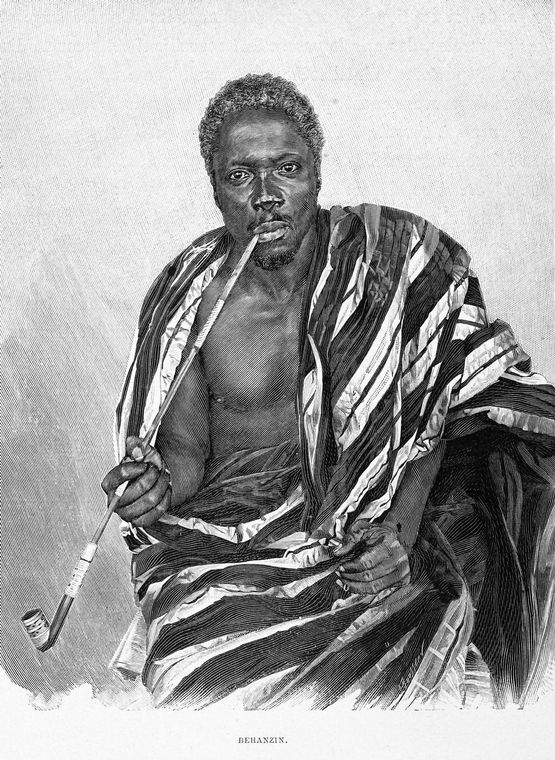
Behanzin, roi d'Abomey
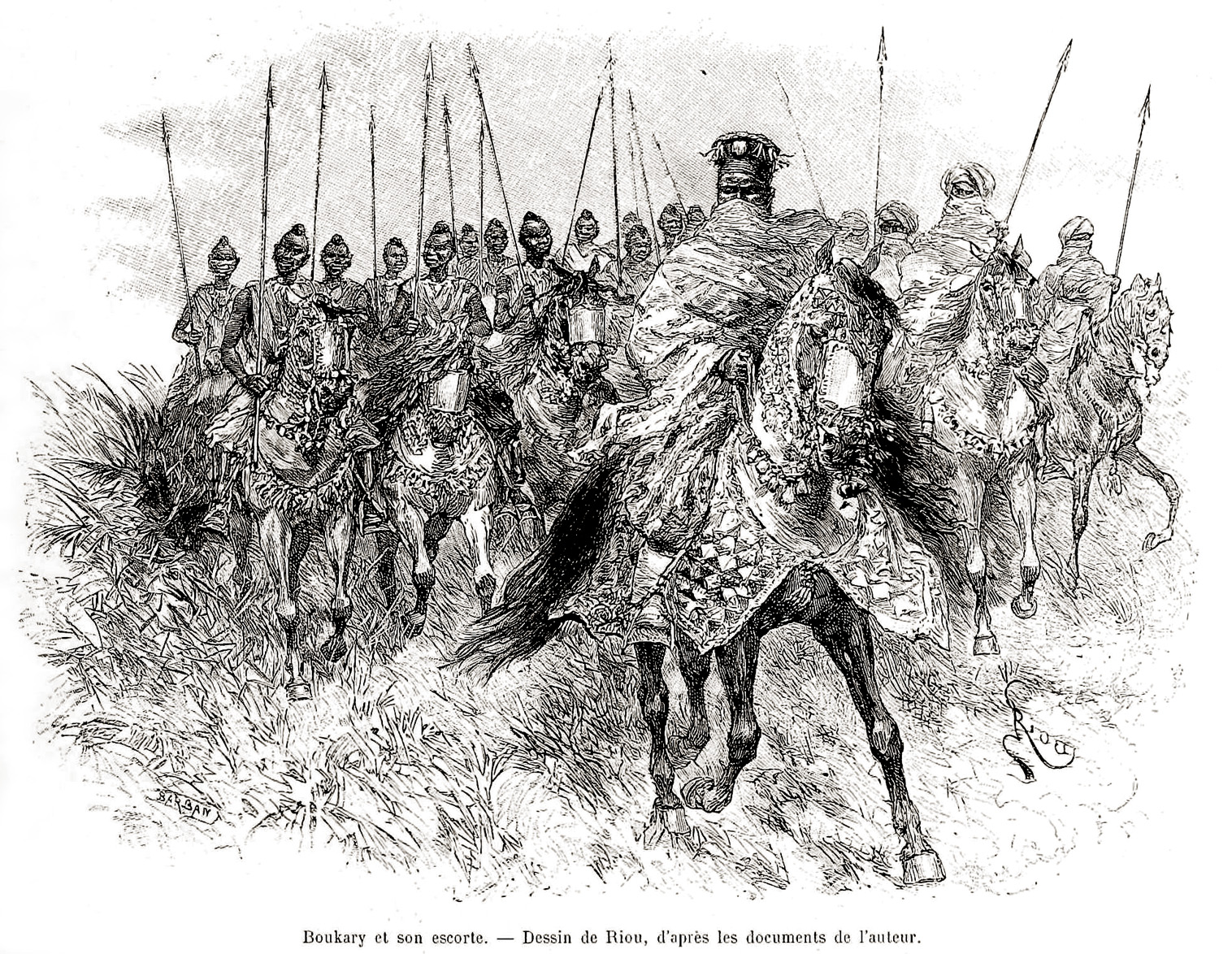
Boukary Koutou, Roi Mossi

### Période coloniale (1914-1957)
En 1914, le processus de colonisation est intégralement achevé et l'ensemble des structures politiques précoloniales ont été renversées puis remplacées par les institutions coloniales. C'est également à cette époque que la Première Guerre mondiale éclate et provoque l'engagement de combattants Ouest-Africains dans le conflit.

#### Première Guerre mondiale (1914-1918)

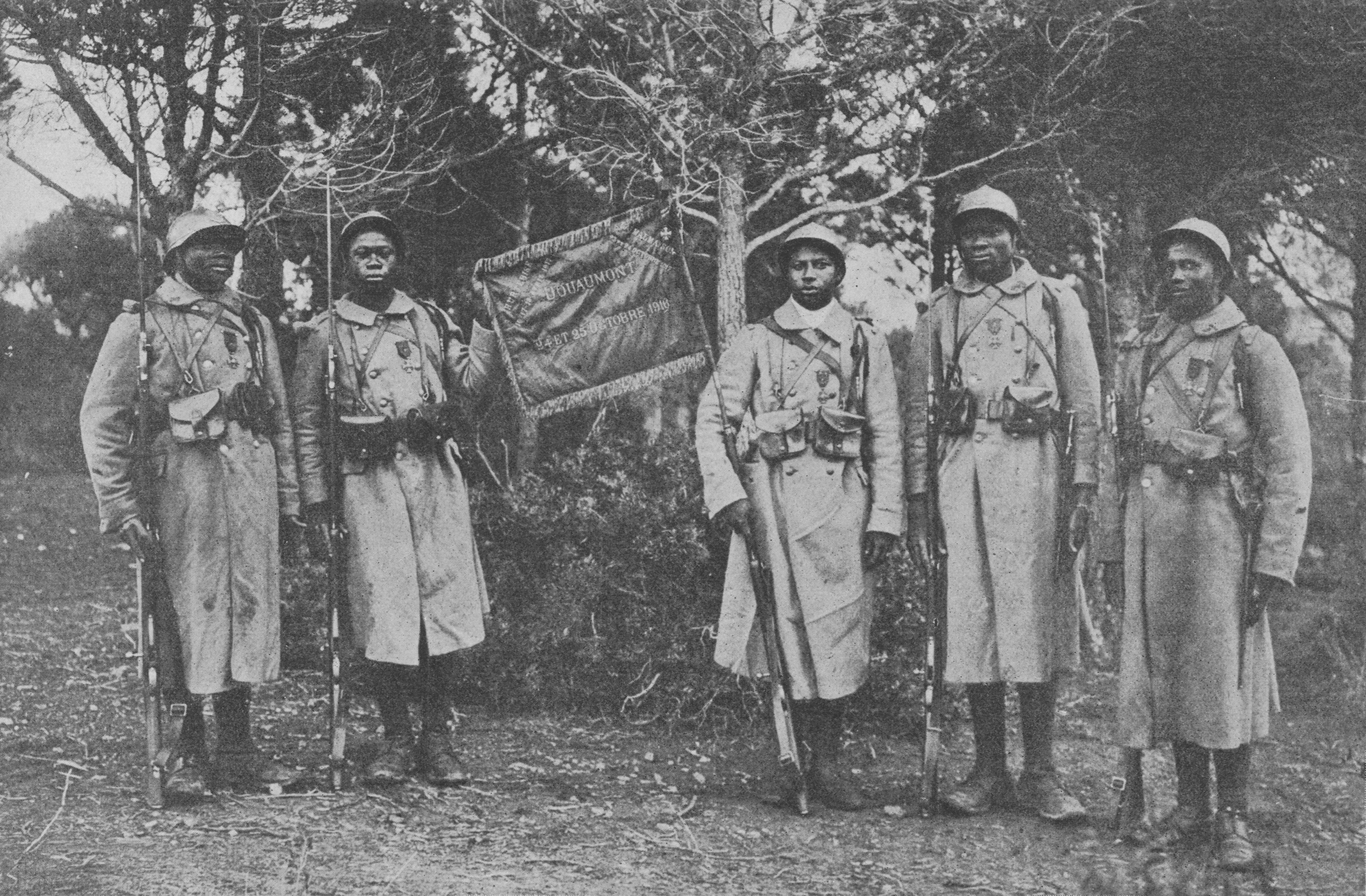
Soldats du de tirailleurs sénégalais le 12 janvier 1918.

En 1914, l'assimilationniste Blaise Diagne devient le premier député noir d'Afrique élu à la Chambre des députés française.
Les troupes noires sont mises à contribution pendant la Première Guerre mondiale et Blaise Diagne est chargé du recrutement des tirailleurs sénégalais. Le nom de tirailleurs sénégalais est issu des premières implantations françaises en Afrique, les Quatre communes (Saint-Louis, Gorée, Dakar et Rufisque), il ne désigne pas des Sénégalais dans le sens actuel mais tout combattant africain engagé dans les troupes coloniales de l'AOF. Blaise Diagne sillonne l'AOF afin de convaincre ses habitants qui étaient encore soumis au Code de l'Indigénat de venir se battre en France, en leur promettant de fortes primes, des médailles militaires, un certificat de bien manger, un habillement neuf et surtout la citoyenneté française une fois la guerre finie. Il réussit de la sorte à mobiliser 63 000 soldats en AOF. Les tirailleurs participent notamment avec succès à la bataille Ypres, à Dixmude fin 1914, lors de la prise du Fort de Douaumont en octobre 1916. Ils participent à la bataille du Chemin des Dames en avril 1917 au cours de laquelle ils perdent plus de 7 000 tués sur 16 500 engagés dans la bataille, ainsi qu'à la bataille de Reims en 1918.

#### Entre-deux-guerres (1918-1939)
Le recensement de 1921 établit la population de l'Afrique-occidentale française à 12 283 000 habitants. Ces chiffres n'incluent alors pas la population de Togo, territoire sous mandat nouvellement rattaché à l'AOF, qui s’élève à 673 000 habitants. La ligne du chemin de fer de Dakar au Niger atteint Bamako en 1923 et est intégralement achevée en 1924.

#### Après-guerre (1945-1957)

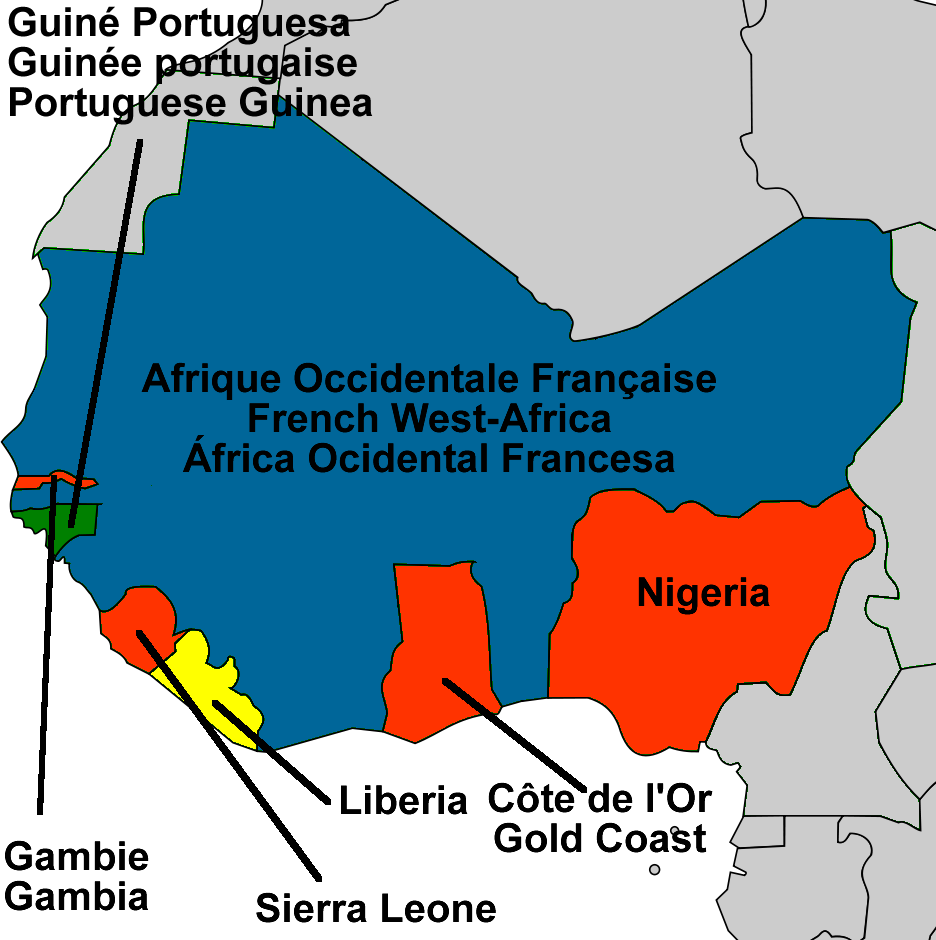
L'Afrique de l'Ouest coloniale.

### Décolonisation (1957-1975)
L'Afrique-Occidentale française est dissoute après le référendum de septembre 1958 sur la future Communauté française, par lequel les territoires membres votèrent leur transformation en républiques autonomes, à l'exception de la Guinée, qui vota pour l'indépendance. En 1958, le débat sur le fédéralisme divise la classe politique ouest-africaine francophone, plusieurs structures fédérales tentent de se mettre en place, mais toutes échouent. Les fédéralistes Léopold Sédar Senghor et Modibo Keïta seront les artisans de la Fédération du Mali, regroupant les colonies françaises du Sénégal, du Soudan français, de la Haute-Volta (futur Burkina Faso) et du Dahomey (futur Bénin). La fédération est créée en janvier 1959, mais dès le mois de mars, le Dahomey et la Haute-Volta se retirent. Modibo Keïta prend la présidence du gouvernement et Léopold Sédar Senghor celle de l’assemblée fédérale.
En mai 1959, de Gaulle reçoit Modibo Keïta et reconnaît l’indépendance de la Fédération du Mali, qui sera proclamée le 20 juin 1960. Durant l’été, les dissensions entre Sénégalais et Soudanais sur leurs conceptions politiques entraînent l’éclatement de la Fédération du Mali. Le 20 août 1960, le Sénégal proclame son indépendance. Le 22 septembre, Modibo Keïta proclame l’indépendance du Soudan français qui devient la République du Mali. De leur côté la Côte d'Ivoire, le Niger, la Haute-Volta et le Dahomey forment l'Union Sahel-Bénin, qui dura peu de temps et fut remplacée beaucoup plus modestement par le Conseil de l'Entente. Alors que l'AOF se retrouve éclatée en plusieurs républiques indépendantes, le Nigeria est lui décolonisé d'un seul tenant composé de trois régions autonomes. En 1967, le Nigeria devient une république fédérale composée de 12 États, nombre qui augmentera par la suite.
| Pays          | Nom de la colonie                         | Puissance coloniale                        | Date d'indépendance | Premier chef d'état                                                                  |
| Liberia       | Commonwealth du Liberia                   | American Colonization Society (États-Unis) | 26 juillet 1847 (proclamation de la république du Liberia) 12 avril 1980 (le True Whig est renversé lors d'un coup d'État) | Joseph Jenkins Roberts, premier président Samuel Doe, premier autochtone au pouvoir. |
| Ghana         | Côte-de-l'Or                              | Royaume-Uni                                | 6 mars 1957 | Kwame Nkrumah                                                                        |
| Guinée        | Afrique-Occidentale française             | France                                     | 2 octobre 1958 | Sékou Touré                                                                          |
| Togo          | Togo français                             | France                                     | 27 avril 1960 | Sylvanus Olympio                                                                     |
| Mali          | Afrique-Occidentale française             | France                                     | 22 septembre 1960 | Modibo Keïta                                                                         |
| Sénégal       | Afrique-Occidentale française             | France                                     | 4 avril 1960 | Léopold Sédar Senghor                                                                |
| Bénin         | Afrique-Occidentale française             | France                                     | 1er août 1960 | Hubert Maga                                                                          |
| Niger         | Afrique-Occidentale française             | France                                     | 3 août 1960 | Hamani Diori                                                                         |
| Burkina Faso  | Afrique-Occidentale française             | France                                     | 5 août 1960 | Maurice Yaméogo                                                                      |
| Côte d'Ivoire | Côte d'Ivoire                             | France                                     | 7 août 1960 | Félix Houphouët-Boigny                                                               |
| Nigeria       | Colonie et protectorat du Nigeria         | Royaume-Uni                                | 1er octobre 1960 | Abubakar Tafawa Balewa                                                               |
| Sierra Leone  | Colonie et protectorat de la Sierra Leone | Royaume-Uni                                | 27 avril 1961 | Milton Margaï                                                                        |
| Gambie        | Colonie et protectorat de Gambie          | Royaume-Uni                                | 18 février 1965 | Dawda Kairaba Jawara                                                                 |
| Guinée-Bissau | Guinée portugaise                         | Portugal                                   | 24 septembre 1973 | Luís Cabral                                                                          |
| Cap-Vert      | Cap-Vert portugais                        | Portugal                                   | 5 juillet 1975 | Aristides Pereira                                                                    |

### Intégration ouest-africaine (depuis 1975)

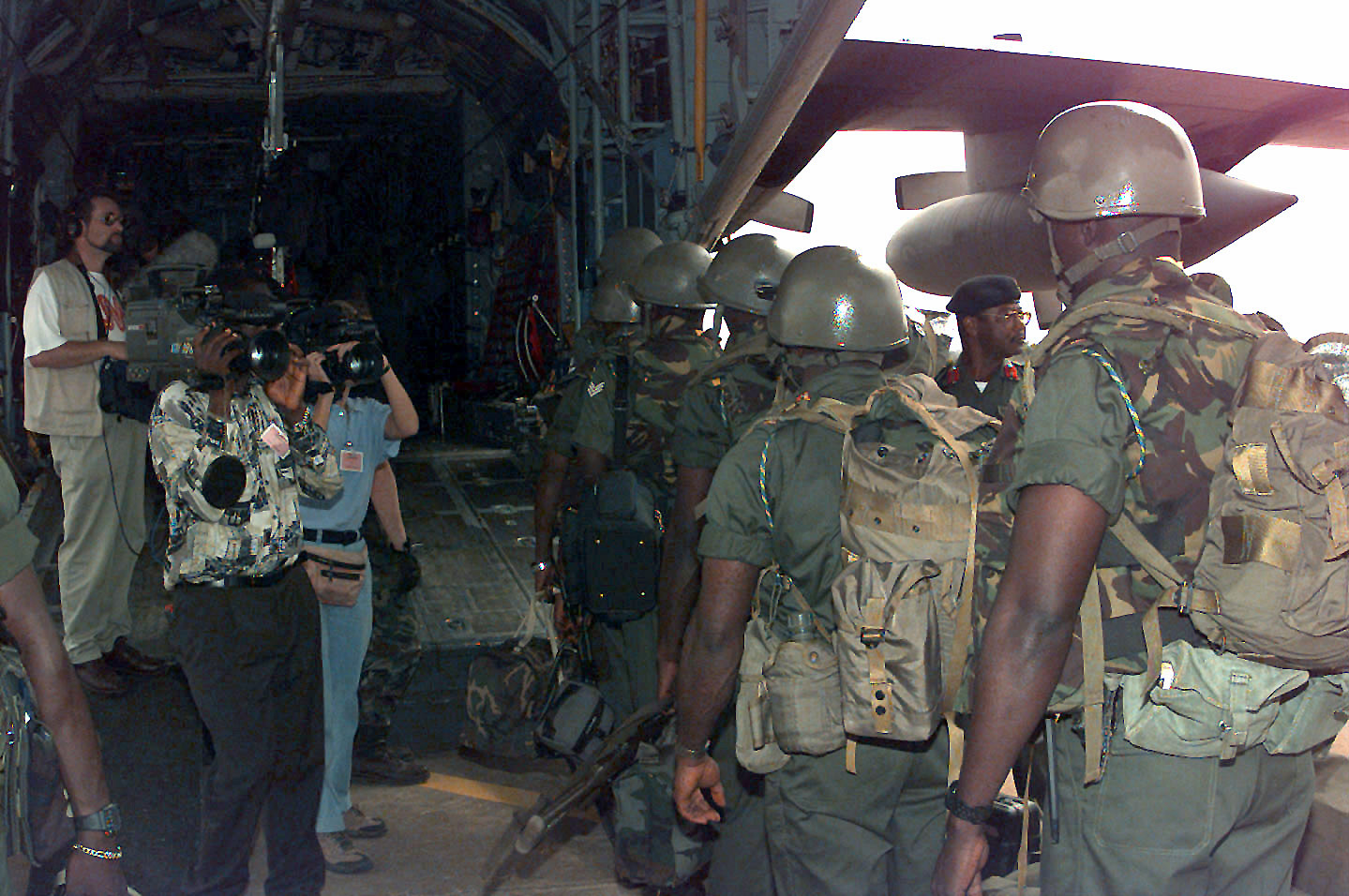
Soldats de l'ECOMOG en 1997.

En 1975, l'intégralité de l'Afrique de l'Ouest a accédé à l'indépendance. La Communauté économique des États de l'Afrique de l'Ouest (CÉDÉAO ou CÉDÉAO) est créée le 28 mai 1975. À la suite des tensions entre les différents pays, la CÉDÉAO a décidé en 1978 d'adopter un Protocole de non agression . Suivi en 1981 par le Protocole d'assistance en matière de défense et une Déclaration des principes politiques en juillet 1991. Mais c'est en 1990 que l'aspect sécuritaire de la CÉDÉAO a été appliqué concrètement. Lors de la Conférence des chefs d'État et de gouvernement, il fut décidé de mettre en place un groupe surveillant l'application d'un cessez-le-feu, l’ECOMOG (pour Economic Community of West African States Cease-fire Monitoring Group). Ce groupe de supervision est vite devenu une force d'interposition et est intervenu notamment dans les guerres civiles du Liberia, de Sierra Leone et de Guinée-Bissau. En 1999, à la suite des différentes guerres civiles, les États membres décidèrent la création d’une force de sécurité en attente. Cette force conserve son appellation d’origine (l’ECOMOG) et ses principales tâches seront entre autres l’observation et la supervision des cessez-le-feu, le maintien de la paix, l’intervention humanitaire, le déploiement préventif, la construction de la paix, le désarmement et la démobilisation.
Des difficultés dans la gestion des affaires commune marque la politique ouest-africaine depuis le début des années 2000. La CÉDÉAO ne parvient pas à mettre un terme aux violences en Guinée faisant suite à la mort de Lansana Conté. Le 14 décembre 2009, la CÉDÉAO envoie une proposition au CNDD visant à envoyer des forces d'intervention en Guinée mais ce dernier la refuse. Les États ouest-africains sont également incapables de trouver une solution à la situation en Côte d'Ivoire. Le 7 décembre 2010, l'organisation suspend la Côte d'Ivoire de l'ensemble de ses travaux à la suite du refus de Laurent Gbagbo de céder le pouvoir à Alassane Ouattara déclaré président élu par la Commission électorale indépendante lors de l'Élection présidentielle ivoirienne et reconnu comme vainqueur par la communauté internationale (reconnu par la plupart des États), l'ONU et l'Union africaine. Cette incapacité à agir est à nouveau mise sur le devant de la scène lorsqu'en 2012 différents groupes armés prennent le contrôle du Nord du Mali qui est contraint de demander l'intervention militaire de la France face à l'inaction de la CÉDÉAO.
L'introduction de la nouvelle monnaie commune de la Communauté économique des États de l'Afrique de l'Ouest (CÉDÉAO), l'eco pose également des difficultés. À l’origine prévue pour décembre 2009, elle a été reportée à janvier 2015, puis la feuille de route a à nouveau été révisée en annonçant pour 2020 le remplacement complet des monnaies locales des pays participants. Elle devrait à terme regrouper les pays de la zone Franc CFA (UEMOA) ainsi que les pays de la Zone monétaire ouest-africaine (ZMOA) : le Ghana, le Nigeria, la Guinée, la Gambie et la Sierra Leone. Le Liberia a également manifesté son intérêt.

## Faune
L'Afrique de l'Ouest abrite de nombreuses espèces aviennes. Par contre, les grands mammifères sont bien moins représentés qu'en Afrique de l'Est.

## Démographie

### Histoire démographique
L’insuffisance de données statistiques sur la population a retardé la connaissance des phénomènes démographiques en Afrique. Les estimations des populations exécutées par l’administration coloniale sous-estimaient la population parce qu’elles étaient étroitement liées à la collecte des impôts (Binet et Paulet, 1982). Avec les données des Nations unies, nous savons que la population africaine a augmenté beaucoup plus rapidement que la population mondiale, de sorte que l'on peut parler d’explosion démographique. Au début des années 1960, moins de 300 millions d’individus vivaient en Afrique. La population a doublé en 30 ans et a triplé en 45 ans alors qu’il a fallu 40 ans à la population mondiale pour doubler. Cette croissance a fait naître des concepts alarmistes sur l’accroissement démographique et le sentiment de l’urgence d’un contrôle des naissances dans les pays africains.
Les pays situés à l’ouest du continent ont connu la même évolution démographique. La baisse de la mortalité était censée engendrer celle de la fécondité afin de réduire la croissance de la population, ce qui n’a pas été le cas et les pays ont vu leur population s’accroître rapidement parce que la fécondité est restée constamment élevée. Dans cette région, la population évolue à un rythme supérieur à la moyenne mondiale. Tous les pays connaissent un accroissement démographique rapide avec des taux restés supérieurs à 2 % durant 45 ans. Pourtant les études démographiques soulignent que des taux de 2,8 % et de 2,3 % conduisent respectivement au doublement de la population en 25 ans et en 30 ans.
Trois groupes de pays se distinguent à partir du rythme d’augmentation de la population totale et de sa durée de doublement /triplement. Le premier concerne les pays où le rythme d’augmentation de la population a été de tout temps au-dessus de la moyenne africaine. Ces pays ont vu leur population doubler entre 25 et 30 ans et tripler entre 45 et 40 ans. Ce sont : la Gambie, le Niger, le Bénin et le Sénégal.
Le second regroupe les pays où la population a doublé entre 30-40 ans et triplé en 45 ans : Burkina Faso, Ghana et Nigeria. Les rythmes de croissance de la population, compris entre 2 et 3 %, sont proches de la moyenne africaine.
Enfin le troisième concerne les pays où l’augmentation de la population a généralement été en dessous de la moyenne africaine. La population a doublé en 35 ans mais n’a pas encore triplé après 45 ans de croissance. Ce sont la Guinée, la Guinée-Bissau et le Mali.
La Côte d’Ivoire fait exception puisqu’elle est le seul pays où la population a doublé en 20 ans et triplé en 30 ans grâce à l’immigration massive des pays limitrophes. Alors qu’au début des années 1960 le Mali et le Burkina Faso comptaient chacun plus d’habitants que ce pays, la tendance s’est inversée en moins de quinze ans. La population a augmenté en Côte d’Ivoire à un rythme jamais égalé jusqu’au milieu des années 1980. Actuellement[Quand ?] c’est le deuxième pays le plus peuplé en Afrique occidentale après le Nigeria. La population ivoirienne a été multipliée par 3,6 en trente ans seulement.
| Pays          | Population 1960-1965 | 20 ans | 25 ans | 30 ans | 35 ans | 40 ans |
| Bénin         | 2 316 000            |        |        | x 2    |        |        |
| Burkina Faso  | 4 563 000            |        |        |        | x 2    |        |
| Côte d'Ivoire | 3 557 000            | x 2    |        |        |        |        |
| Gambie        | 360 000              |        | x 2    |        |        |        |
| Ghana         | 7 126 000            |        |        | x 2    |        |        |
| Guinée        | 3 118 000            |        |        |        | x 2    |        |
| Guinée-Bissau | 554 000              |        |        |        | x 2    |        |
| Liberia       | 1 052 000            |        | x 2    |        |        |        |
| Mali          | 4 015 000            |        |        |        | x 2    |        |
| Niger         | 3 053 000            |        | x 2    |        |        |        |
| Nigeria       | 42 356 000           |        |        | x 2    |        |        |
| Sénégal       | 3 277 000            |        | x 2    |        |        |        |
| Sierra Leone  | 2 256 000            |        |        |        |        | x 2    |
| Togo          | 1 572 000            |        | x 2    |        |        |        |
| Afrique       | 282 241 000          |        |        | x 2    |        |        |
| Monde         | 3 031 931 000        |        |        |        |        | x 2    |

| Pays          | 30 ans | 35 ans | 40 ans | 45 ans |
| Bénin         |        |        | x 3    |        |
| Burkina Faso  |        |        |        | x 3    |
| Côte d'Ivoire | x 3    |        |        |        |
| Gambie        |        | x 3    |        |        |
| Ghana         |        |        |        | x 3    |
| Guinée        |        |        |        | NC     |
| Guinée-Bissau |        |        |        | NC     |
| Liberia       |        |        |        | x 3    |
| Mali          |        |        |        | NC     |
| Niger         |        | x 3    |        |        |
| Nigeria       |        |        |        | x 3    |
| Sénégal       |        |        | x 3    |        |
| Sierra Leone  |        |        |        | NC     |
| Togo          |        |        | x 3    |        |
| Afrique       |        |        |        | x 3    |
| Monde         |        |        |        | NC     |

Note : calculs effectués à partir des données des Nations unies, World Population Prospects : The 2006 Revision (Medium variant).
NC: Non concerné

### Démographie actuelle
En 2012, l'Afrique de l'Ouest compte plus de 320 millions d'habitants, soit 30 % de la population totale de l'Afrique. La croissance démographique est très forte : l'Afrique de l'Ouest gagne près de dix millions d'habitants chaque année.
Le Nigeria compte à lui seul plus de la moitié de la population de l'Afrique de l'Ouest.

## Culture

### Langues

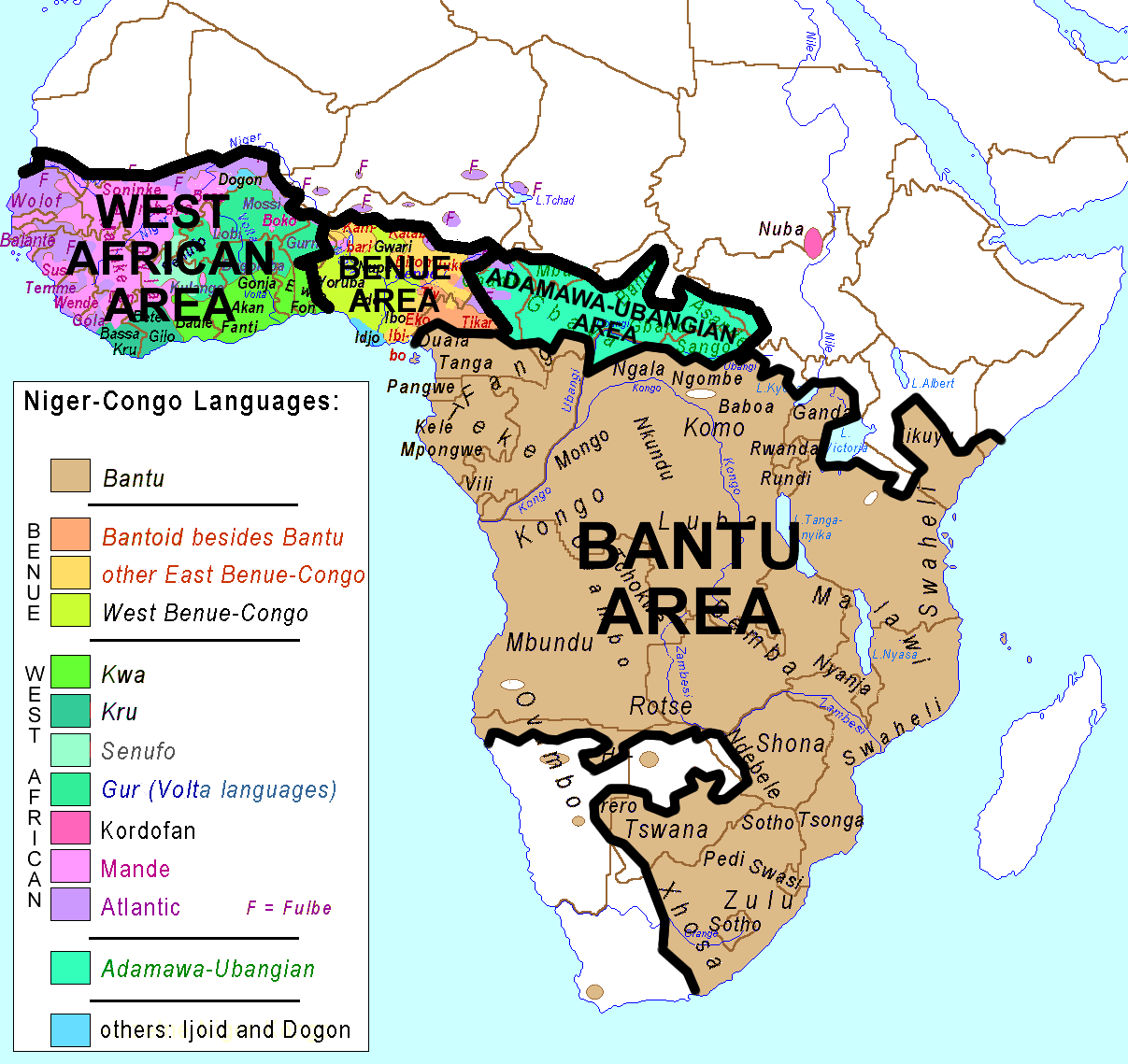
Carte des langues africaines

Les trois langues des anciennes puissances coloniales : français, anglais et portugais sont les langues officielles des États ouest-africains au côté de l'arabe (en Mauritanie).
Les langues traditionnellement parlées en Afrique de l'Ouest comprennent la totalité des langues dites Niger-Congo A à l'exclusion des langues adamaoua-oubanguiennes (Afrique centrale) et des langues kordofaniennes (Soudan). Les autres langues bénoué-congolaises (Le yoruba et l'igbo parlés au Nigeria) sont parfois incluses, parfois exclues selon les sources. La diversité linguistique est importante, le groupe Niger-Congo A étant moins homogène que le groupe Niger-Congo B (langues bantoues). Plus précisément, les langues ouest-africaines appartiennent au sous-groupes suivants :
- Les langues mandées qui incluent le bambara, principale langue du Mali, ainsi que le soninké, une langue parlée surtout au Mali mais aussi au Sénégal en Mauritanie
- Les langues atlantiques qui incluent le wolof, parlé au Sénégal et en Gambie, et le peul[44], parlé dans la région du Sahel ainsi qu'en Guinée
- Les langues ijoïdes au Nigeria, dont fait partie l'ijo et le défaka
- Les langues kwa, qui regroupent les langues akan ou tano central, parlées au Ghana et en Côte d'Ivoire, et langues gbe, parlées au Ghana, au Togo, au Bénin, et au Nigeria, dont les membres les plus connus sont l'éwé, le Fongbe, le Mina.
- Les langues dogon parlées au Mali
- Le groupe de langues krou dont font partie le bété, le nyabwa, le dida et le néyo
- Le groupe gur, contenant le dagbani, le Moré, le Yom, Mampruli, Gourmantché...

En plus des langues Niger-Congo A, le touareg, langue berbère ainsi que le haoussa, langue tchadique, le  songhaï, Langue nilo-saharienne ,le kanuri,la toubou sont aussi des langues nilo saharienne sont parlés dans la zone sahélienne.

### Principaux sites culturels
Plusieurs sites culturels ouest-africains ont été inscrits sur la liste du patrimoine mondial par le comité du patrimoine mondial de l'UNESCO :
| Nom du site                                                                              | Description | Photo |
| ---------------------------------------------------------------------------------------- | --- | ----- |
| Les palais royaux d'Abomey                                                               | Le site en question est composé d'un ensemble de douze palais royaux construits et occupés entre 1625 et 1892. Ils sont situés à Abomey ancienne capitale du royaume d'Abomey. Le site fait 47 hectares dont une partie contient le musée historique d'Abomey qui reflète l’héritage historique et culturel du peuple Fon. En 1892, face à l'avancée coloniale, le roi d'Abomey Behanzin ordonna la destruction par le feu de la ville et de ses palais. |       |
| Les ruines de Loropéni                                                                   | Les ruines de cette forteresse construite à partir du XIe siècle et destinée à l'exploitation minière de l'or sont situées à la frontière entre le Togo et l'actuel Ghana. La forteresse de Loropéni est la mieux conservée des « forteresses de l'or » situées la région et a été abandonnée au milieu du XIXe siècle. La région aurifère concernée était reliée par des caravanes aux grandes villes commerçantes du delta intérieur du Niger comme Djenné ou Tombouctou |       |
| La Cidade Velha, centre historique de Ribeira Grande                                     | C'est en réalité le centre-ville de l'ancienne Ribeira Grande, rebaptisée Cidade Velha. C'est la plus ancienne ville fondée par les Européens en Afrique subsaharienne. Située sur une île, elle faisait office d'escale commerciale dès le milieu du XVe siècle. Par la suite elle est devenue un pôle de la traite négrière à l'instar de l'île de Gorée ou de l'Île James puis un haut lieu d’acclimatation pour les espèces végétales. |       |
| Les cercles mégalithiques de Sénégambie                                                  | Construits entre le IIIe siècle av. J.-C. et le XVIe siècle apr. J.-C. ces cercles de latérite taillée recouvrent une surface de 100 km sur 350 km le long du fleuve Gambie. Ils partagent la zone avec les mbanar (des tumuli), surélévations funéraires abritant des restes humains. Le lien entre les tumuli et les cercles de pierre n'a toutefois toujours pas été clairement établi par les fouilles archéologiques. |       |
| Le delta du Saloum                                                                       | Delta situé à l'embouchure du Saloum et au confluent du Sine, comprenant des vestiges archéologiques de plus de deux millénaires d'occupation humaine. Il est composé de nombreux canaux et îlots. Avant la colonisation il était découpé entre le Royaume du Sine et le Royaume du Saloum, deux royaumes sérères. Le site comprend 218 amas coquilliers sur lesquels ont été établis 28 sites funéraires de type tumulus. |       |
| L'île James et sites associés                                                            | Les sites classés sont repartis à divers endroits du fleuve Gambie. Outre l'île James, sont également inscrits : les restes d'une chapelle portugaise et un entrepôt colonial qui sont situés dans le village d'Albreda, le bâtiment Maurel Frères situé dans le village de Juffureh, les vestiges du petit établissement portugais de San Domingo ainsi que le fort Bullen et la Batterie à six canons situés à l'embouchure du fleuve Gambie. L'île James fut rachetée aux Niuminkas par une compagnie de Courlande qui la baptisa Svētā Andreja sala (île Saint-André) et construisirent le premier fort 1651. Elle est prise par les Anglais en 1661 qui la rebaptisent James Island (île James) |       |
| Les bâtiments traditionnels Ashantis                                                     | Ils sont situés au nord-ouest de Koumassi et sont les vestiges de la civilisation Ashanti. Les bâtiments sont composés de maisons de bois, de terre et de chaume. La majorité des bâtiments avaient été détruits lors des guerres coloniales, ceux qui restent sont relativement récents mais sont représentatifs de l'architecture ashanti. |       |
| Les forts et châteaux de Volta, d'Accra et ses environs et des régions centrale et ouest | Ce sont des comptoirs fortifiés construits entre 1482 et 1786. Après la fondation d'Accra, ils permirent au peuple Ga de commercer avec les Européens. Ils sont situés entre Keta et Beyin et servaient d'étape aux Portugais à l'époque des grandes explorations maritimes |       |
| Le tombeau des Askia                                                                     | Ce tombeau est sous la forme d'une structure pyramidale construite par l'empereur songhaï Askia Mohamed en 1495 dans la capitale impérial Gao. Mamadou Touré arrive au pouvoir en renversant l'empereur Sonni Baro et est le fondateur de la dynastie des Askia qui règnera sur l'empire jusqu'à la prise de Gao par les Saadiens. Il s'agit d'un important vestige du dernier des trois grands empires ouest-africains. L'Empire songhaï fut le centre économique, intellectuel et religieux d'Afrique de l'Ouest grâce au contrôle des villes du commerce transsaharien de Tombouctou, Djenné et Gao. Tombouctou fut la plus importante de ces trois villes, mais Gao, berceau des Songhaï reste la capitale politique de l'empire. Ainsi l'empire établit d'importants liens culturels et commerciaux avec l'Afrique du Nord, l'Europe et le Moyen-Orient. |       |
| La ville de Tombouctou                                                                   | Description |       |
| Les villes anciennes de Djenné                                                           | Description |       |
| Les falaises de Bandiagara (pays dogon)                                                  | Description |       |
| La forêt sacrée d'Osun-Oshogbo                                                           | Description |       |
| Le paysage culturel de Sukur                                                             | Description |       |
| L'île de Gorée                                                                           | Description |       |
| L'île de Saint-Louis                                                                     | Description |       |
| Le Koutammakou                                                                           | Description |       |

Certains ouvrages traitent des conséquences sur l'environnement et les paysages des décisions politiques.

## Économie
L'Afrique de l'Ouest est une région du monde économiquement pauvre. La majorité des pays qui composent l'ensemble sont sous-développés malgré des sols très riches en minéraux tels que l'or et le diamant. De plus, ils ont plusieurs sources de pétrole.
Certains pays composent l'Union économique et monétaire ouest-africaine (UEMOA), ils font partie de la « zone franc », leur monnaie est le franc CFA.
Actuellement[Quand ?], plusieurs institutions économiques de la région portent l’expression « Afrique de l’Ouest ».
- Banque centrale des États de l'Afrique de l'Ouest.
- Communauté économique des États de l'Afrique de l'Ouest (CÉDÉAO)
- Économie du Nigeria
- Économie de la Côte d'Ivoire

La construction des politiques commerciales en Afrique de l'Ouest, tant aux niveaux national que régional (outre le renforcement des processus d'intégration régionale), s'inscrit dans un contexte caractérisé par :
- l'implémentation des plans d'ajustement structurel, depuis les années 1980, entraînant une importante libéralisation des économies de la région
- la signature, en 1994, par tous les pays de la région, des accords de l’OMC, qui établissent les règles des politiques commerciales au niveau international et prônent également une libéralisation des échanges (accords aujourd’hui en cours de renégociation)
- la multiplication, au niveau international, des accords de libre-échange bilatéraux
- la négociation d’un accord de partenariat économique avec l’Union européenne
- la mise en place à terme d’une union douanière au niveau de la CÉDÉAO.

Parallèlement, on remarque, au niveau international, une prise de conscience croissante de l’enjeu de la cohérence des politiques publiques.
En ce qui concerne le PIB, sa croissance vise toute la région qui s’affiche au moins à 6 %. Mais 7% par an, c’est tout de même l’Afrique de l’Ouest qui connaît la croissance la plus active. Ses conditions économiques et sociales sont en constante amélioration. En 2009 il correspondait à 3.0 % du PIB réel, alors on peut constater qu’avec les années toutes ces données en pourcentage peuvent augmenter.
L'Afrique de l'Ouest est la région la plus inégalitaire du continent, avec 1 % de la population absorbant plus de 50 % des richesses. La fiscalité en est l'une des principales causes :  selon les ONG Oxfam et Développement France international, les pays de la région « perdent environ 9,6 milliards de dollars en avantages fiscaux offerts aux multinationales », soit de quoi « construire environ 100 hôpitaux modernes et bien équipés dans la région par an ». Le système fiscal serait aussi beaucoup trop peu progressif, avec des taxes à la consommation comme la TVA qui pèse davantage sur les plus pauvres, et des impôts payés par les plus aisés insuffisants.

### Le poids des trafics
Comme sur l’ensemble du continent, l’économie du secteur est fortement affectée par les contrebandes et les commerces illicites. Les pays membres de la CEDEAO perdraient plus d’un milliard d’euros chaque année à cause du trafic de cigarettes uniquement. Le FMI a décidé de conditionner de plus en plus d’aides à la mise en place de solutions de lutte contre les trafics de nombreuses marchandises.

## Climat
L'Afrique de l’Ouest a plusieurs zones climatiques, mais elle est caractérisée par de fortes chaleurs et des zones très sèches. Elle connaît des précipitations plus fortes, une humidité parfois proche des 100 % et une faible amplitude thermique (25 °C durant l’hiver et 30 °C durant l’été). Les saisons se découpent en quatre périodes, deux saisons sèches et deux saisons humides. La grande saison sèche dure de décembre à avril et la grande saison humide de mai à juillet. La petite saison sèche dure d’août à septembre et la petite saison humide d’octobre à novembre. La plupart des  précipitations annuelle peuvent atteindre 350 mm en juin, le mois le plus humide. La partie nord du pays est couverte de savanes, elles-mêmes décomposées en savane humide au sud et savane sèche au nord. Les précipitations sont inférieures à 1 200 mm et ont une répartition très saisonnière. En peu de mots le climat de nombreuses zones d’Afrique de l’Ouest connaît des épisodes très particulièrement capricieux.

## Infrastructure sociale
L'infrastructure sociale de l'Afrique de l'Ouest est faible.
Un exemple en est donné par le film Los dioses de verdad tienen huesos, illustrant la situation en Guinée-Bissau.

### Histoire récente
- Communauté économique des États de l'Afrique de l'Ouest (1975, CEDEAO, cédéao)
- Economic Community of West African States Cease-fire Monitoring Group (1990, ECOMOG, écomog)
- Zone monétaire ouest-africaine
- Union économique et monétaire ouest-africaine (1994, UEMOA)
- Épidémie de méningite en Afrique de l'Ouest de 2009-2010